# Isaac Asimov/Bibliografie
Die folgende Bibliografie der Werke von Isaac Asimov enthält jeweils Titel und Jahr der Originalausgabe, gegebenenfalls mit bibliografischen Angaben zur deutschen Erstübersetzung.
Bei unselbstständig erstmals erschienenen Werken (Kurzgeschichten etc.) wird auch der Titel des enthaltenden Werkes (Magazintitel und -ausgabe) genannt. Nicht aufgeführt sind unselbständig erschienene Essays und Gedichte. Nicht enthalten sind ferner Angaben zu aktuellen deutschen oder englischen Ausgaben. Abweichende Titel bei englischen und deutschen Veröffentlichungen werden aufgeführt, ebenso werden Neuübersetzungen aufgeführt.
Die Sortierung ist chronologisch, bei Reihen wird nach dem Erscheinungsdatum des ersten Teils sortiert. Bei gleichen Erscheinungsdaten wird alphabetisch nach Titel sortiert, wobei Artikel (englisch „The“, „A“, „An“; deutsch „Der“, „Die“, „Das“, „Ein“, „Eine“) am Titelanfang ignoriert werden.

## Reihen und Zyklen

### Foundation / Fundation

#### Trantorian Empire / Imperium-Romane
Frühe Kurzgeschichten
- Blind Alley (in: Astounding Science Fiction, March 1945)
  - Deutsch: Sackgasse. Übersetzt von Joachim Körber. In: Hans Joachim Alpers und Harald Pusch (Hrsg.): Isaac Asimov — der Tausendjahresplaner. Corian (Edition Futurum #2), 1984, ISBN 3-89048-202-3. Auch in: Isaac Asimov: Die Asimov-Chronik: Robot ist verloren. Heyne Allgemeine Reihe #8199, 1991, ISBN 3-453-04602-1.
- The Psychohistorians (1951, in: Isaac Asimov: Foundation)
  - Deutsch: Die Psychohistoriker. In: Isaac Asimov: Der Tausendjahresplan. Übersetzt von Wulf H. Bergner. Heyne SF&F #3080, 1966.

Trantorian Empire / Imperium-Romane / Frühe Foundation-Trilogie
- 1 Pebble in the Sky (1950)
  - Deutsch: Radioaktiv …! Übersetzt von Iris Foerster und Rolf H. Foerster. Goldmanns Zukunftsromane #7, 1960, DNB 450152022. Auch als: Ein Sandkorn am Himmel. Übersetzt von Irene Holicki. In: Isaac Asimov: Die Größe des Imperiums. 1997.
- 2 Tyrann (3 Teile in: Galaxy Science Fiction, January 1951  ff.; auch: The Rebellious Stars, 1954; auch: The Stars Like Dust, 1958; auch: The Stars, Like Dust, 1993)
  - Deutsch: Sterne wie Staub. Übersetzt von Else Sticken. Goldmanns Zukunftsromane #2, 1960, DNB 450152065. Auch als: Sterne wie Staub. Übersetzt von Irene Holicki. In: Isaac Asimov: Die Größe des Imperiums. 1997.
- 3 The Currents of Space (3 Teile in: Astounding Science Fiction, October 1952  ff.)
  - Deutsch: Der fiebernde Planet. Übersetzt von Iris Foerster und Rolf H. Foerster. Goldmanns Zukunftsromane #1, 1960. Auch als: Ströme im All. Übersetzt von Irene Holicki. In: Isaac Asimov: Die Größe des Imperiums. 1997.
- Triangle (Sammelausgabe von 3 Romanen; 1961; auch: An Isaac Asimov Second Omnibus, 1969; auch: The Empire Novels, 2002)

Sammelausgaben:
- Das Imperium von Trantor. Übersetzt von Iris Foerster, Rolf H. Foerster und Else Sticken. Goldmann SF #23500, München 1985, ISBN 3-442-23500-6.
- Die Größe des Imperiums. Übersetzt von Irene Holicki. Heyne SF&F #8106, 1997, ISBN 3-453-12771-4. Auch als: Die frühe Foundation-Trilogie. Übersetzt von Irene Holicki. Heyne SF Warp 7 #7033, München 2001, ISBN 3-453-19657-0.

#### Foundation-Romane
Kurzgeschichten und Erstveröffentlichungen zur Foundation-Trilogie
- 1 Foundation (in: Astounding Science-Fiction, May 1942; auch: The Encyclopedists, 1951)
  - Deutsch: Der Tausendjahresplan. In: Rene Oth (Hrsg.): Gedachte Welten. Arena #3923, 1951, ISBN 3-401-03923-7. Auch als: Die Enzyklopädisten. In: Isaac Asimov: Der Tausendjahresplan. Übersetzt von Wulf H. Bergner. Heyne SF&F #3080, 1966. Auch als: Basis. In: Isaac Asimov und Martin H. Greenberg: Die besten Stories von 1942. Moewig (Playboy Science Fiction #6717), 1981, ISBN 3-8118-6717-2. Auch als: Die Stiftung. In: Brian W. Aldiss und Wolfgang Jeschke (Hrsg.): Titan 18. Heyne SF&F #3920, 1982, ISBN 3-453-30846-8. Auch als: Foundation. In: Isaac Asimov: Die Foundation-Trilogie. Übersetzt von Rosemarie Hundertmarck. Heyne (Bibliothek der Science Fiction Literatur #79), 1991, ISBN 3-453-04265-4.
- 2 Bridle and Saddle (in: Astounding Science-Fiction, June 1942; auch: The Mayors, 1951)
  - Deutsch: Der Bürgermeister. In: Isaac Asimov: Der Tausendjahresplan. Übersetzt von Wulf H. Bergner. Heyne SF&F #3080, 1966.
- 3 The Big and the Little (in: Astounding Science Fiction, August 1944; auch: The Merchant Princes, 1951)
  - Deutsch: Die Handelsherren. In: Isaac Asimov: Der Tausendjahresplan. Übersetzt von Wulf H. Bergner. Heyne SF&F #3080, 1966.
- 4 The Wedge (in: Astounding Science Fiction, October 1944; auch: The Traders, 1951)
  - Deutsch: Die Händler. In: Isaac Asimov: Der Tausendjahresplan. Übersetzt von Wulf H. Bergner. Heyne SF&F #3080, 1966.
- 5 Dead Hand (in: Astounding Science Fiction, April 1945; auch: The General, 1952)
  - Deutsch: Der General. In: Isaac Asimov: Der galaktische General. Übersetzt von Wulf H. Bergner. Heyne SF&F #3082, 1966.
- 6 The Mule (2 Teile in: Astounding Science Fiction, November 1945  ff.)
  - Deutsch: Der Mutant. In: Isaac Asimov: Der galaktische General. Übersetzt von Wulf H. Bergner. Heyne SF&F #3082, 1966.
- 7 Now You See It … (in: Astounding Science Fiction, January 1948; auch: Search by the Mule, 1953)
  - Deutsch: Die Suche durch den Fuchs. In: Isaac Asimov: Alle Wege führen nach Trantor. Übersetzt von Wulf H. Bergner. Heyne SF&F #3084, 1966.
- 8 … And Now You Don’t (3 Teile in: Astounding Science Fiction, November 1949  ff.; auch: Search by the Foundation, 1953)
  - Deutsch: Die Suche durch die Fundation. In: Isaac Asimov: Alle Wege führen nach Trantor. Übersetzt von Wulf H. Bergner. Heyne SF&F #3084, 1966.

Foundation-Trilogie und Fortsetzungen
- 1 Foundation (1951; auch: The 1,000 Year Plan, 1955)
  - Deutsch: Terminus, der letzte Planet. Übersetzt von Lothar Heinecke. Moewig Terra Sonderband #22, 1959. Auch als: Der Tausendjahresplan. Übersetzt von Wulf H. Bergner. Heyne SF&F #3080, 1966.
- 2 Foundation and Empire (1952; auch: The Man Who Upset the Universe, 1955)
  - Deutsch: Der Mutant. Übersetzt von Lothar Heinecke. Moewig Terra Sonderband #26, 1960. Auch als: Der galaktische General. Übersetzt von Lothar Heinecke. Moewig (Terra Sonderband #24), 1960. Auch als: Der galaktische General. Übersetzt von Wulf H. Bergner. Heyne SF&F #3082, 1966. Auch als: Stiftung und Imperium. In: Isaac Asimov: Die Psychohistoriker. Bastei Lübbe Paperback #28108, 1983, ISBN 3-404-28108-X. Auch als: Foundation und Imperium. In: Isaac Asimov: Die Foundation-Trilogie. Übersetzt von Rosemarie Hundertmarck. Heyne (Bibliothek der Science Fiction Literatur #79), 1991, ISBN 3-453-04265-4.
- 3 Second Foundation (1953; auch: 2nd Foundation: Galactic Empire, 1958)
  - Deutsch: Alle Wege führen nach Trantor. Übersetzt von Lothar Heinecke. Moewig Terra Sonderband #28, 1960. Auch als: Alle Wege führen nach Trantor. Übersetzt von Wulf H. Bergner. Heyne SF&F #3084, 1966.
- 4 Foundation’s Edge (1982)
  - Deutsch: Auf der Suche nach der Erde. Übersetzt von Horst Pukallus. Heyne Allgemeine Reihe #6401, 1984, ISBN 3-453-01941-5.
- 5 Foundation and Earth (1986)
  - Deutsch: Die Rückkehr zur Erde. Übersetzt von Heinz Zwack. Heyne Allgemeine Reihe #6861, 1987, ISBN 3-453-00259-8.
- 6 Prelude to Foundation (1988)
  - Deutsch: Die Rettung des Imperiums. Übersetzt von Heinz Zwack. Heyne Allgemeine Reihe #7815, 1989, ISBN 3-453-02914-3.
- 7 Forward the Foundation (1993)
  - Deutsch: Das Foundation-Projekt. Übersetzt von Irene Holicki. Heyne Allgemeine Reihe #9563, 1995, ISBN 3-453-08873-5.

Sammelausgaben:
- The Foundation Trilogy (Sammelausgabe von 1–3; 1963; auch: An Isaac Asimov Omnibus, 1966)
- The Foundation Trilogy (1988)
- Foundation Series (Sammelausgabe von 1–4; 1986)
- Foundation, Foundation and Empire, Second Foundation (2010, Sammelausgabe von 1–3)

Deutsche Sammelausgaben:
- Die Psychohistoriker. Übersetzt von Barbara Heidkamp. Bastei Lübbe Paperback #28108, 1983, ISBN 3-404-28108-X (Sammelausgabe von 1–3).
- Die Foundation-Trilogie. Übersetzt von Rosemarie Hundertmarck. Heyne (Bibliothek der Science Fiction Literatur #79), 1991, ISBN 3-453-04265-4 (Sammelausgabe von 1–3).

### Positronic Robots / Robotergeschichten
Erzählbände und Sammlungen
- I, Robot (1950)
  - Deutsch: Ich, der Robot. Übersetzt von Otto Schrag. Rauchs Weltraum-Bücher #4, 1952. Auch als: Ich, der Robot. Verlag Das Neue Berlin, Berlin 1982, DNB 850185068. Auch als: I, Robot. Heyne, 2004, ISBN 3-453-87732-2. Auch als: Ich, der Roboter. Übersetzt von Otto Schrag. Heyne, 2014, ISBN 978-3-641-13207-1 (E-Book).
- Earth Is Room Enough (1957)
  - Deutsch: Geliebter Roboter. Übersetzt von Walter Brumm. Heyne SF&F #3066, 1966, DNB 1010268147.
- The Rest of the Robots (1964)
- The Bicentennial Man and Other Stories (1976)
  - Deutsch: Der Zweihundertjährige. Übersetzt von Elisabeth Simon. Heyne SF&F #3621, 1978, ISBN 3-453-30531-0.
- I, Robot / Earth Is Room Enough / The Bicentennial Man (1978)
  - Deutsch: Meine Freunde, die Roboter. Übersetzt von Otto Schrag, Walter Brumm und Elisabeth Simon. Heyne (Bibliothek der Science Fiction Literatur #20), 1982, ISBN 3-453-30853-0.
- The Complete Robot (1982)
  - Deutsch: Alle Roboter-Geschichten. Bastei Lübbe Paperback #28101, 1982, ISBN 3-404-28101-2.
- The Robot Collection (Sammelausgabe von Erzählband und 2 Romanen; 1983)
- Robot Visions (1990)
  - Deutsch: Robotervisionen. Übersetzt von Marcel Bieger, Ingrid Herrmann und Fredy Köpsell. Bastei-Verlag Lübbe (Bastei-Lübbe Paperback #28204), Bergisch Gladbach 1992, ISBN 3-404-28204-3.
- I, Robot: The Illustrated Screenplay (1994; mit Harlan Ellison)

Einzelne Romane und Erzählungen
- Cal (1990, Kurzgeschichte)
  - Deutsch: Cal. In: Isaac Asimov: Gold. Bastei-Verlag Lübbe (Bastei-Lübbe SF Special #24206), Bergisch Gladbach 1995, ISBN 3-404-24206-8.
- The Positronic Man (1992, Roman; mit Robert Silverberg)
  - Deutsch: Der positronische Mann. Übersetzt von Walter Brumm. Heyne Allgemeine Reihe #10624, 1998, ISBN 3-453-13696-9. Auch als: Der 200 Jahre Mann. Übersetzt von Walter Brumm. Heyne (Allgemeine Reihe #20049), 2000, ISBN 3-453-17003-2.

Geschichten um Elijah Baley und R. Daneel Olivaw
- 1 The Caves of Steel (3 Teile in: Galaxy Science Fiction, October 1953  ff.)
  - Deutsch: Der Mann von drüben. Übersetzt von Mortimer Colvin. AWA (Astron-Bücherei), 1956. Auch als: Der Mann von drüben. Übersetzt von Hansheinz Werner. Heyne-Bücher #90, München 1961, DNB 450151964. Auch als: Die Stahlhöhlen. Übersetzt von Heinz Zwack (als Heinz Nagel). Heyne (Bibliothek der Science Fiction Literatur #71), 1988, ISBN 3-453-02757-4.
- 2 The Naked Sun (3 Teile in: Astounding Science Fiction, October 1956  ff.)
  - Deutsch: Die nackte Sonne. Übersetzt von Jesco von Puttkamer. AWA (Astron-Bücherei), 1960. Auch als: Mord unter fremder Sonne. Übersetzt von Jesco von Puttkamer. Pabel (Utopia-Großband #174), 1962. Auch als: Die nackte Sonne. Übersetzt von Jesco von Puttkamer. Heyne Bücher #177, München 1962, DNB 450152103. Auch als: Die nackte Sonne. Übersetzt von Heinz Zwack. Heyne (Bibliothek der Science Fiction Literatur #72), 1988, ISBN 3-453-03120-2.
- 3 The Robots of Dawn (1983)
  - Deutsch: Aurora oder der Aufbruch zu den Sternen. Übersetzt von Heinz Zwack. Heyne Allgemeine Reihe #6579, 1985, ISBN 3-453-02159-2. Auch als: Der Aufbruch zu den Sternen. Übersetzt von Heinz Zwack. Heyne SF&F #8103, 1997, ISBN 3-453-12768-4.
- 4 Robots and Empire (1985)
  - Deutsch: Das galaktische Imperium. Übersetzt von Heinz Zwack. Heyne Allgemeine Reihe #6607, 1990, ISBN 3-453-02201-7.
- Mother Earth (in: Astounding Science Fiction, May 1949)
  - Deutsch: Mutter Erde. In: Martin Greenberg (Hrsg.): 8 Science Fiction-Stories. Heyne-Anthologien #8, 1964.
- The Robot Novels (Sammelausgabe von 1 und 2; 1971)
- Mirror Image (in: Analog Science Fiction/Science Fact, May 1972)
  - Deutsch: Spiegelbild. In: Isaac Asimov: Wenn die Sterne verlöschen. Übersetzt von Jürgen Saupe. Pabel (Terra Taschenbuch #264), 1975.

Sammelausgaben:
- The Robot Trilogy (Sammelausgabe von 1–3; 1986)
- Robots and Murder (Sammelausgabe von 1–3; 1999)

Deutsch:
- Die Stahlhöhlen. Übersetzt von Heinz Zwack. Heyne (Bibliothek der Science Fiction Literatur #71), 1990, ISBN 3-453-02757-4. (Sammelausgabe von 1–2).

Geschichten um Susan Calvin
- Liar! (in: Astounding Science-Fiction, May 1941; auch: Out of the Unknown, 1996)
  - Deutsch: Ein Lügner. In: Isaac Asimov: Ich, der Robot. Weiß, Gebrüder Utopische TB, 1952. Auch als: Lügner! In: Isaac Asimov und Martin H. Greenberg: Die besten Stories von 1941. Moewig (Playboy Science Fiction #6713), 1981, ISBN 3-8118-6713-X.
- Paradoxical Escape (in: Astounding Science Fiction, August 1945; auch: Escape!, 1950)
  - Deutsch: Flucht. In: Isaac Asimov: Ich, der Robot. 1952.
- Evidence (in: Astounding Science Fiction, September 1946)
  - Deutsch: Beweismaterial. In: Isaac Asimov: Ich, der Robot. 1952. Auch als: Ein schlagender Beweis. In: William F. Nolan (Hrsg.): Die Anderen unter uns: Von Menschen und Pseudomenschen. Melzer, 1967. Auch als: Schlagender Beweis. In: Isaac Asimov: Alle Roboter-Geschichten. Bastei Lübbe Paperback #28101, 1982, ISBN 3-404-28101-2.
- Little Lost Robot (in: Astounding Science Fiction, March 1947)
  - Deutsch: Kleiner verlorener Robot. In: Isaac Asimov: Ich, der Robot. Weiß, Gebrüder Utopische TB, 1952. Auch als: Kleiner verirrter Roboter. In: René Oth (Hrsg.): Die Zeitpolizei. Luchterhand (Sammlung Luchterhand #546), 1985, ISBN 3-472-61546-X. Auch als: Kleiner verlorener Roboter. In: Isaac Asimov: Roboterträume. Bastei Lübbe Paperback #28162, 1988, ISBN 3-404-28162-4.
- The Evitable Conflict (in: Astounding Science Fiction, June 1950)
  - Deutsch: Der unvermeidbare Konflikt. In: Isaac Asimov: Ich, der Robot. 1952. Auch als: Der unvermeidliche Konflikt. In: Isaac Asimov: Ich, der Robot. Heyne SF & F #3217, 1973. Auch als: Vermeidbarer Konflikt. In: Isaac Asimov: Alle Roboter-Geschichten. Bastei Lübbe Paperback #28101, 1982, ISBN 3-404-28101-2. Auch als: Der vermeidliche Konflikt. In: Isaac Asimov: Ich, der Roboter. Übersetzt von Otto Schrag. Heyne, 2014, ISBN 978-3-641-13207-1 (E-Book).
- Satisfaction Guaranteed (in: Amazing Stories, April 1951)
  - Deutsch: Geliebter Roboter. In: Isaac Asimov: Geliebter Roboter. Heyne SF&F #3066, 1966.
- Risk (in: Astounding Science Fiction, May 1955)
  - Deutsch: Risiko. In: Abenteuer Weltraum. Bastei Lübbe Science Fiction Special #24017, 1981, ISBN 3-404-24017-0.
- Galley Slave (in: Galaxy Science Fiction, December 1957)
  - Deutsch: Der perfekte Roboter. In: Helmuth W. Mommers und Arnulf D. Krauß (Hrsg.): 9 Science Fiction-Stories. Heyne-Anthologien #30, 1969. Auch als: Galeerensklave. In: Isaac Asimov: Alle Roboter-Geschichten. Bastei Lübbe Paperback #28101, 1982, ISBN 3-404-28101-2. Auch als: Der Sklave. In: Isaac Asimov, Martin H. Greenberg, Charles G. Waugh (Hrsg.): Die 7 Todsünden der Science Fiction. Moewig (Playboy Science Fiction #6738), 1984, ISBN 3-8118-6738-5.
- Lenny (1957)
  - Deutsch: Lenny. In: Isaac Asimov: Alle Roboter-Geschichten. Bastei Lübbe Paperback #28101, 1982, ISBN 3-404-28101-2.
- Feminine Intuition (in: The Magazine of Fantasy and Science Fiction, October 1969)
  - Deutsch: Jane 5. In: Wulf H. Bergner (Hrsg.): Planet der Selbstmörder. Heyne SF&F #3186, 1970. Auch als: Weibliche Intuition. In: Isaac Asimov: Der Zweihundertjährige. Übersetzt von Elisabeth Simon. Heyne SF&F #3621, 1978, ISBN 3-453-30531-0.
- Robot Dreams (1986, in: Isaac Asimov: Robot Dreams)
  - Deutsch: Roboterträume. In: Friedel Wahren (Hrsg.): Isaac Asimov’s Science Fiction Magazin 30. Folge. Heyne SF&F #4446, 1987, ISBN 3-453-00962-2.

Geschichten um  Mike Donovan
- Reason (in: Astounding Science-Fiction, April 1941)
  - Deutsch: Logik. In: Peter Naujack (Hrsg.): Die besten Science Fiction Geschichten des Golden Age. Diogenes detebe #21048, 1952, ISBN 3-257-21048-5. Auch als: Vernunft. In: Isaac Asimov: Ich, der Robot. Übersetzt von Otto Schrag. Rauchs Weltraum-Bücher #4, 1952.
- Runaround (in: Astounding Science-Fiction, March 1942)
  - Deutsch: Runaround. In: Isaac Asimov: Ich, der Robot. Übersetzt von Otto Schrag. Rauchs Weltraum-Bücher #4, 1952. Auch als: Herumtreiber. In: Isaac Asimov: Alle Roboter-Geschichten. Bastei Lübbe Paperback #28101, 1982, ISBN 3-404-28101-2.
- Catch That Rabbit (in: Astounding Science Fiction, February 1944)
  - Deutsch: Erst den Hasen fangen! In: Isaac Asimov: Ich, der Robot. Übersetzt von Otto Schrag. Rauchs Weltraum-Bücher #4, 1952. Auch als: Fang den Hasen. In: Isaac Asimov: Alle Roboter-Geschichten. Bastei Lübbe Paperback #28101, 1982, ISBN 3-404-28101-2.
- First Law (in: Fantastic Universe, October 1956)
  - Deutsch: Das Erste Gesetz. In: Isaac Asimov: Alle Roboter-Geschichten. Bastei Lübbe Paperback #28101, 1982, ISBN 3-404-28101-2.

### Lucky Starr
Erstveröffentlichungen unter dem Pseudonym Paul French.
- 1 Lucky Starr: Space Ranger (1952, auch: David Starr: Space Ranger; auch: Space Ranger, 1973; auch: David Starr, Space Ranger, 1971; auch: David Starr — Space Ranger, 2001)
  - Deutsch: Gift vom Mars. Moewig (Terra #277), 1963. Auch als: Gift vom Mars. Übersetzt von Heinz Zwack. Pabel Terra TB #240, 1974. Auch als: Lucky Starr. Übersetzt von Jens Rösner. Bastei Lübbe Science Fiction Action #21138, 1981, ISBN 3-404-21138-3. Auch als: Lucky Starr, der Weltraum-Ranger. In: Isaac Asimov: Lucky Starr. Übersetzt von Jens Rösner und Ekkehart Reinke. Lübbe (Bastei-Lübbe SF Bestseller #22103), Bergisch Gladbach 1987, ISBN 3-404-22103-6. Auch als: Lucky Starr – Weltraumranger. In: Isaac Asimov: Lucky Starr. Bastei Lübbe Science Fiction #23200, 1998, ISBN 3-404-23200-3.
- 2 Lucky Starr and the Pirates of the Asteroids (1953, auch: Lucky Starr and the Space Pirates; auch: Pirates of the Asteroids, 1973)
  - Deutsch: Flug durch die Sonne. Moewig (Terra #279), 1963. Auch als: Lucky Starr im Asteroidengürtel. Übersetzt von Jens Rösner. Bastei Lübbe Science Fiction Action #21141, 1981, ISBN 3-404-21141-3.
- 3 Lucky Starr and the Oceans of Venus (1954; auch: Oceans of Venus, 1980; auch: The Oceans of Venus, 1983)
  - Deutsch: Im Ozean der Venus. Moewig (Terra #282), 1963. Auch als: Lucky Starr auf der Venus. Übersetzt von Jens Rösner. Bastei Lübbe Science Fiction Action #21143, 1981, ISBN 3-404-21143-X.
- 4 Lucky Starr and the Big Sun of Mercury (1956; auch: The Big Sun of Mercury, 1974)
  - Deutsch: Im Licht der Merkur-Sonne. Moewig (Terra #285), 1963. Auch als: Im Licht der Merkursonne. Übersetzt von Günter Riedmeier. Pabel Terra TB #246, 1974. Auch als: Lucky Starr im Licht der Merkursonne. Übersetzt von Ekkehart Reinke. Bastei Lübbe Science Fiction Action #21145, 1981, ISBN 3-404-21145-6.
- 5 Lucky Starr and the Moons of Jupiter (1957; auch: The Moons of Jupiter, 1974)
  - Deutsch: Auf den Monden des Jupiter. Übersetzt von Heinz Zwack. Moewig (Terra #287), 1963. Auch als: Lucky Starr auf den Jupitermonden. Übersetzt von Ekkehart Reinke. Bastei Lübbe Science Fiction Action #21147, 1982, ISBN 3-404-21147-2.
- 6 Lucky Starr and the Rings of Saturn (1958; auch: The Rings of Saturn, 1974)
  - Deutsch: Die Ringe des Saturn. Moewig (Terra #290), 1963. Auch als: Lucky Starr und die Saturnringe. Übersetzt von Ekkehart Reinke. Bastei Lübbe Science Fiction Action #21149, 1982, ISBN 3-404-21149-9.

Sammelausgaben:
- An Isaac Asimov Double: Space Ranger and Pirates of the Asteroids (Sammelausgabe von 1 und 2; 1972; auch: David Starr, Space Ranger & Lucky Starr and the Pirates of the Asteroids, 1993)
- A Second Asimov Double: The Big Sun of Mercury and The Oceans of Venus (Sammelausgabe von 3 und 4; 1973; auch: Lucky Starr and the Oceans of Venus & Lucky Star and the Big Sun of Mercury, 1993)
- The Third Isaac Asimov Double: The Rings of Saturn, The Moons of Jupiter (Sammelausgabe von 5 und 6; 1973; auch: Lucky Starr and the Moons of Jupiter & Lucky Starr and the Rings of Saturn, 1993)
- The Adventures of Lucky Starr (Sammelausgabe von 1–3; 1985)
- The Further Adventures of Lucky Starr (Sammelausgabe von 4–6; 1985)
- The Complete Adventures of Lucky Starr (Sammelausgabe von 1–6; 2001)
- The Astounding Adventures of Space Ranger Starr, Agent of the Council of Space (Sammelausgabe von 1–6; Sammelausgabe)

Deutsche Sammelausgaben:
- Lucky Starr. Übersetzt von Jens Rösner und Ekkehart Reinke. Lübbe (Bastei-Lübbe SF Bestseller #22103), Bergisch Gladbach 1987, ISBN 3-404-22103-6 (Sammelausgabe von 1–2).
- Lucky Starr. Bastei Lübbe Science Fiction #23200, 1998, ISBN 3-404-23200-3 (Sammelausgabe von 1–6).

### Weitere Reihen
Fantastic Voyage / Die phantastische Reise
- 1 Fantastic Voyage (1966)
  - Deutsch: Die phantastische Reise. Übersetzt von Tony Westermayr. Goldmann Science Fiction #23436, 1983, ISBN 3-442-23436-0.
- 2 Fantastic Voyage II: Destination Brain (1987)
  - Deutsch: Doktor Schapirows Gehirn. Übersetzt von Till R. Lohmeyer. Lübbe, 1988, ISBN 3-7857-0485-2.

Norby Chronicles (mit Janet Asimov)
- 1 Norby, the Mixed-Up Robot (1983)
- 2 Norby’s Other Secret (1984)
- 3 Norby and the Lost Princess (1985)
- 4 Norby and the Invaders (1985)
- 5 Norby and the Queen’s Necklace (1986)
- 6 Norby Finds a Villain (1987)
- 7 Norby Down to Earth (1989)
- 8 Norby and Yobo’s Great Adventure (1989)
- 9 Norby and the Oldest Dragon (1990)
- 10 Norby and the Court Jester (1991)
- The Norby Chronicles (Sammelausgabe von 1 und 2; 1986)
- Norby: Robot for Hire (Sammelausgabe von 3 und 4; 1987)
- Norby Through Time and Space (Sammelausgabe von 5 und 6; 1988)

## Einzelromane
- The End of Eternity (1955; abweichende Fassung 1987 in: Isaac Asimov: The Alternate Asimovs)
  - Deutsch: Am Ende der Ewigkeit. Übersetzt von Rainer Eisfeld. Pabel (Utopia-Großband #73), 1958. Auch als: Am Ende der Ewigkeit. Übersetzt von Walter Brumm. Heyne-Bücher #3088, München 1967, DNB 455564736. Auch als: Das Ende der Ewigkeit. Übersetzt von Walter Brumm. Heyne, 2016, ISBN 978-3-453-31686-7.
- The Death Dealers (1958; auch: A Whiff of Death, 1968)
  - Deutsch: Experiment mit dem Tod. Übersetzt von Alexander Marmann, 2. Auflage 1987, Scherz Krimis # 1104, Bern ; München ; Wien, ISBN 978-3-502-51104-5 DNB 870832123,
- The Best New Thing (1971, Kurzroman; mit Symeon Shimin)
- The Gods Themselves (3 Teile in: Galaxy Magazine, March-April 1972  ff.)
  - Deutsch: Lunatico oder Die nächste Welt. Übersetzt von Thomas Schlück. Scherz, 1972, ISBN 3-502-10022-5. Auch als: Die nächste Welt. Übersetzt von Thomas Schlück. Bechtermünz, 2000, ISBN 3-8289-6740-X.
- The Heavenly Host (Kurzroman in: Boys’ Life, December 1974)
- Murder at the ABA (1976; auch: Authorised Murder)
  - Deutsch: Die letzte Pointe schreibt der Tod. Übersetzt von Margret Schulz-Wenzel. Scherz-Classic-Krimi #657, Bern, München, Wien 1978, ISBN 3-502-50657-4.
- Good Taste (1976, Kurzroman)
  - Deutsch: Eine Geschmacksfrage. In: Birgit Reß-Bohusch (Hrsg.): Isaac Asimovs Science Fiction Magazin 1. Folge. Heyne SF&F #3608, 1978, ISBN 3-453-30515-9. Auch als: Guter Geschmack. In: Isaac Asimov: Wenn der Wind sich dreht. Bastei Lübbe Paperback #28119, 1984, ISBN 3-404-28119-5.
- In the Beginning (1981)
  - Deutsch: Genesis. Übersetzt von Martin Schulte. Goldmann Sachbuch #11346, München 1983, ISBN 3-442-11346-6.
- Grow Old Along with Me (1986, in: Isaac Asimov: The Alternate Asimovs)
- Nemesis (1989)
  - Deutsch: Nemesis. Übersetzt von Irene Holicki. Heyne Allgemeine Reihe #8084, 1990, ISBN 3-453-04205-0.
- Nightfall (1990; mit Robert Silverberg)
  - Deutsch: Einbruch der Nacht. Übersetzt von Irene Holicki. Heyne Allgemeine Reihe #10090, 1997, ISBN 3-453-11689-5.
- Child of Time (1991; auch: The Ugly Little Boy, 1992; mit Robert Silverberg)
  - Deutsch: Kind der Zeit. Übersetzt von Irene Holicki. Heyne Allgemeine Reihe #10366, 1997, ISBN 3-453-12537-1.

## Kurzgeschichten

### Serien
Brandon, Shea & Moore
- 1 Marooned Off Vesta (1938)
  - Deutsch: Gefangene des Alls. In: Isaac Asimov: 10 SF-Kriminalgeschichten. Übersetzt von Wulf H. Bergner. Heyne SF&F #3135, 1969. Auch als: Havarie vor Vesta. In: Isaac Asimov: Wenn die Sterne verlöschen. Übersetzt von Jürgen Saupe. Pabel (Terra Taschenbuch #264), 1975.
- 2 Anniversary (in: Amazing Science Fiction Stories, March 1959)
  - Deutsch: Das Souvenir. In: Isaac Asimov: 10 SF-Kriminalgeschichten. Übersetzt von Wulf H. Bergner. Heyne SF&F #3135, 1969. Auch als: Jahresfeier. In: Isaac Asimov: Die Verschwender vom Mars. Übersetzt von Jürgen Saupe. Pabel (Terra Taschenbuch #267), 1975.

Homo Sol
- 1 Homo Sol (in: Astounding Science-Fiction, September 1940)
- 2 The Imaginary (in: Super Science Stories, November 1942)
  - Deutsch: Die imaginäre Größe. In: Sam Moskowitz und Roger Elwood (Hrsg.): Der Robotspion. Heyne SF&F #3150, 1969.
- 3 The Hazing (in: Thrilling Wonder Stories, October 1942)

Half-Breed
- 1 Half-Breed (in: Astonishing Stories, February 1940; auch: The Tweenie, 1997)
  - Deutsch: Gleichberechtigung nur für Gleiche. In: Walter Spiegl (Hrsg.): Science-Fiction-Stories 45. Ullstein 2000 #85 (3109), 1975, ISBN 3-548-03109-9.

Jovians
- 1 Not Final! (in: Astounding Science-Fiction, October 1941)
  - Deutsch: Das Jupiter-Problem. In: Arthur C. Clarke (Hrsg.): Komet der Blindheit. Heyne SF&F #3239/3240, 1971.
- 2 Victory Unintentional (in: Super Science Stories, August 1942)
  - Deutsch: Unbeabsichtigter Sieg. In: Isaac Asimov: Alle Roboter-Geschichten. Bastei Lübbe Paperback #28101, 1982, ISBN 3-404-28101-2.

Probability Zero
- Time Pussy (in: Astounding Science-Fiction, April 1942; als George E. Dale)
- Left to Right (in: Analog Science Fiction/Science Fact, January 1987)
  - Deutsch: Links zu Rechts. In: Isaac Asimov: Gold. Bastei-Verlag Lübbe (Bastei-Lübbe SF Special #24206), Bergisch Gladbach 1995, ISBN 3-404-24206-8.
- Left to Right, and Beyond (in: Analog Science Fiction/Science Fact, July 1987; mit Harrison Roth)

Thiotimoline
- 1 The Endochronic Properties of Resublimated Thiotimoline (in: Astounding Science Fiction, March 1948)
- 2 The Micropsychiatric Applications of Thiotimoline (in: Astounding Science Fiction, December 1953)
- 3 Thiotimoline and the Space Age (in: Analog Science Fact → Fiction, October 1960)
  - Deutsch: Thiotimoline und das Raumfahrtzeitalter. In: Isaac Asimov: Die Asimov-Chronik: Die vierte Generation. Heyne Allgemeine Reihe #8228, 1991, ISBN 3-453-04839-3.
- 4 Thiotimoline to the Stars (1973, in: Harry Harrison (Hrsg.): Astounding: John W. Campbell Memorial Anthology)
  - Deutsch: Der endochronische Effekt. In: Isaac Asimov: Landung ohne Wiederkehr. Übersetzt von Walter Brumm. Pabel (Terra Taschenbuch #291), 1977.
- Only a Trillion (1957)

Wendell Urth
- The Singing Bell (1954)
  - Deutsch: Mondglocken. In: Anthony Boucher (Hrsg.): 20 Science Fiction-Stories. Heyne-Anthologien #2, 1963. Auch als: Die singende Glocke. In: Isaac Asimov, Martin H. Greenberg und Charles G. Waugh (Hrsg.): Utopia der Detektive. Bastei-Lübbe SF Abenteuer #23057, 1963, ISBN 3-404-23057-4.
- The Talking Stone (in: The Magazine of Fantasy and Science Fiction, October 1955)
  - Deutsch: Der sprechende Stein. In: Isaac Asimov: 10 SF-Kriminalgeschichten. Übersetzt von Wulf H. Bergner. Heyne SF&F #3135, 1969.
- The Dying Night (in: The Magazine of Fantasy and Science Fiction, July 1956)
  - Deutsch: Konvent der Weltraumforscher. In: Clark Darlton (Hrsg.): Im Dschungel der Urzeit. Heyne SF & F #3064, 1965. Auch als: Die schwindende Nacht. In: Isaac Asimov: Die Verschwender vom Mars. Übersetzt von Jürgen Saupe. Pabel (Terra Taschenbuch #267), 1975.
- The Key (in: The Magazine of Fantasy and Science Fiction, October 1966)
  - Deutsch: Verschlüsselte Botschaft. In: Wulf H. Bergner (Hrsg.): Die Kolonie auf dem 3. Planeten. Heyne SF&F #3097, 1967. Auch als: Das Schlüsselwort. In: Wulf H. Bergner (Hrsg.): Flucht in die Vergangenheit. Heyne SF & F #3131, 1968.

Multivac
- Franchise (in: If, August 1955)
  - Deutsch: Wahltag im Jahr 2008. In: Isaac Asimov: Geliebter Roboter. Heyne SF & F #3066, 1966. Auch als: Wahltag im Jahre 2008. In: Isaac Asimov: Meine Freunde, die Roboter. Übersetzt von Otto Schrag. Heyne (Bibliothek der Science Fiction Literatur #20), 1982, ISBN 3-453-30853-0. Auch als: Die Wahl. In: Isaac Asimov: Roboterträume. Bastei Lübbe Paperback #28162, 1988, ISBN 3-404-28162-4.
- Jokester (in: Infinity Science Fiction, December 1956)
  - Deutsch: Der Witzbold. In: Isaac Asimov: Geliebter Roboter. Heyne SF&F #3066, 1966.
- The Last Question (in: Science Fiction Quarterly, November 1956)
  - Deutsch: Wenn die Sterne verlöschen. In: Isaac Asimov: Wenn die Sterne verlöschen. Übersetzt von Jürgen Saupe. Pabel (Terra Taschenbuch #264), 1975. Auch als: Die letzte Frage. In: Martin Greenberg und Joseph D. Olander (Hrsg.): Fragezeichen Zukunft. Moewig (Playboy Science Fiction #6736), 1984, ISBN 3-8118-6736-9.
- All the Troubles of the World (in: Super-Science Fiction, April 1958; auch: „All the Troubles of the World“, 1965)
  - Deutsch: Attentat auf Multivac. In: Isaac Asimov: Unendlichkeit × 5. Moewig (Terra Taschenbuch #109), 1966. Auch als: Alle Sorgen dieser Welt. In: Isaac Asimov, Martin H. Greenberg und Charles G. Waugh (Hrsg.): Die besten Computer-Krimis. Bastei-Lübbe Paperback #28158, 1987, ISBN 3-404-28158-6.
- The Machine That Won the War (in: The Magazine of Fantasy and Science Fiction, October 1961)
  - Deutsch: Die Maschine, die den Krieg gewann. In: Charlotte Winheller (Hrsg.): Saturn im Morgenlicht. Heyne Allgemeine Reihe #214, 1963.
- Key Item (in: The Magazine of Fantasy and Science Fiction, July 1968)
  - Deutsch: Das Schlüsselwort. In: Wulf H. Bergner (Hrsg.): Flucht in die Vergangenheit. Heyne SF&F #3131, 1968. Auch als: Die Schwachstelle. In: Isaac Asimov: Landung ohne Wiederkehr. Übersetzt von Walter Brumm. Pabel (Terra Taschenbuch #291), 1977.
- The Life and Times of Multivac (in: The New York Times, January 5, 1975)
  - Deutsch: Das Leben und Streben des Multivac. In: Isaac Asimov: Der Zweihundertjährige. Übersetzt von Elisabeth Simon. Heyne SF&F #3621, 1978, ISBN 3-453-30531-0. Auch als: Das Leben und Sterben des Multivac. In: Isaac Asimov: Der Zweihundertjährige. Übersetzt von Elisabeth Simon. Heyne, 2014, ISBN 978-3-641-13211-8 (E-Book).
- Point of View (in: Boys’ Life, July 1975)
  - Deutsch: Eine Frage des Standpunkts. In: Isaac Asimov: Alle Roboter-Geschichten. Bastei Lübbe Paperback #28101, 1982, ISBN 3-404-28101-2.
- It Is Coming (1979)
  - Deutsch: Es kommt. In: Isaac Asimov: Wenn der Wind sich dreht. Bastei Lübbe Paperback #28119, 1984, ISBN 3-404-28119-5.
- Potential (1981)
  - Deutsch: Besondere Begabung. In: Friedel Wahren (Hrsg.): Isaac Asimovs Science Fiction Magazin 20. Folge. Heyne SF&F #4034, 1983, ISBN 3-453-30975-8. Auch als: Potential. In: Donald A. Wollheim und Arthur W. Saha (Hrsg.): World’s best SF 3. Bastei-Lübbe SF Special #24058, 1984, ISBN 3-404-24058-8.

Black Widowers
- The Acquisitive Chuckle (in: Ellery Queen’s Mystery Magazine, January 1972)
- The Matchbook Collector (in: Ellery Queen’s Mystery Magazine, December 1972; auch: Go, Little Book!, 0000)
  - Deutsch: Geh, Brieflein, geh! In: Isaac Asimov: Die bösen Geschichten der schwarzen Witwer. 1976.
- The Phony Ph.D. (in: Ellery Queen’s Mystery Magazine, July 1972; auch: Ph As in Phony, 2005)
- The Man Who Never Told a Lie (in: Ellery Queen’s Mystery Magazine, October 1972; auch: Truth to Tell, 0000)
  - Deutsch: Die Wahrheit sagen. In: Isaac Asimov: Die bösen Geschichten der schwarzen Witwer. 1976.
- The Biological Clock (in: Ellery Queen’s Mystery Magazine, March 1973; auch: Early Sunday Morning, 0000)
  - Deutsch: Sonntag am frühen Morgen. In: Isaac Asimov: Die bösen Geschichten der schwarzen Witwer. 1976.
- A Warning to Miss Earth (in: Ellery Queen’s Mystery Magazine, September 1973; auch: Miss What?, 0000)
  - Deutsch: Welche Miß? In: Isaac Asimov: Die bösen Geschichten der schwarzen Witwer. 1976.
- The Obvious Factor (in: Ellery Queen’s Mystery Magazine, May 1973)
  - Deutsch: Der evidente Faktor. In: Isaac Asimov: Die bösen Geschichten der schwarzen Witwer. 1976.
- The Six Suspects (in: Ellery Queen’s Mystery Magazine, December 1973; auch: Out of Sight, 1987)
  - Deutsch: Außer Sicht. In: Isaac Asimov: Die bösen Geschichten der schwarzen Witwer. 1976.
- The Pointing Finger (in: Ellery Queen’s Mystery Magazine, July 1973)
- The Curious Omission (1974, in: Isaac Asimov: Tales of the Black Widowers)
- The Lullaby of Broadway (1974, in: Isaac Asimov: Tales of the Black Widowers)
  - Deutsch: Das Schlummerlied vom Broadway. In: Isaac Asimov: Die bösen Geschichten der schwarzen Witwer. 1976.
- Confessions of an American Cigarette Smoker (in: Ellery Queen’s Mystery Magazine, December 1974; auch: No Smoking, 1976)
- When No Man Pursueth (in: Ellery Queen’s Mystery Magazine, March 1974)
- Quicker Than the Eye (in: Ellery Queen’s Mystery Magazine, May 1974)
- All in the Way You Read It (in: Ellery Queen’s Mystery Magazine, September 1974; auch: The Three Numbers, 1987)
- Yankee Doodle Went to Town (1974, in: Isaac Asimov: Tales of the Black Widowers)
  - Deutsch: Yankee Doodle kam zur Stadt. In: Isaac Asimov: Die bösen Geschichten der schwarzen Witwer. 1976.
- Nothing Like Murder (in: The Magazine of Fantasy and Science Fiction, October 1974)
- Earthset and Evening Star (in: The Magazine of Fantasy and Science Fiction, August 1975)
  - Deutsch: Auszug in: Isaac Asimov: Opus 200 Band 2. Übersetzt von Joachim Körber und Leni Sobez. Moewig Science Fiction #3678, 1984, ISBN 3-8118-3678-1. Auch als: Erduntergang und Abendstern. In: Isaac Asimov: Die Asimov-Chronik: Die Menschheit wird gerettet. Heyne Allgemeine Reihe #8358, 1992, ISBN 3-453-05287-0.
- The One and Only East (in: Ellery Queen’s Mystery Magazine, March 1975)
- The Cross of Lorraine (in: Ellery Queen’s Mystery Magazine, May 1976)
- A Case of Income-tax Fraud (in: Ellery Queen’s Mystery Magazine, November 1976; auch: The Family Man, 1980)
- Friday the Thirteenth (in: The Magazine of Fantasy and Science Fiction, January 1976)
- The Iron Gem (1976, in: Isaac Asimov: More Tales of the Black Widowers)
- Season’s Greetings! (1976, in: Isaac Asimov: More Tales of the Black Widowers; auch: Season’s Greetings, 1977)
- The Ultimate Crime (1976, in: Isaac Asimov: More Tales of the Black Widowers)
  - Deutsch: Das ultimate Verbrechen. In: Martin H. Greenberg und Charles G. Waugh (Hrsg.): Mit Sherlock Holmes durch Raum und Zeit (2). Ullstein Science Fiction & Fantasy #31141, 1987, ISBN 3-548-31141-5.
- The Unabridged (1976, in: Isaac Asimov: More Tales of the Black Widowers)
- The Missing Item (in: Isaac Asimov’s Science Fiction Magazine, Winter 1977)
- The Sports Page (in: Ellery Queen’s Mystery Magazine, April 1977)
- The Next Day (in: Ellery Queen’s Mystery Magazine, May 1978)
- The Backward Look (in: Isaac Asimov’s Science Fiction Magazine, September 1979)
- A Matter of Irrelevance (in: Ellery Queen’s Mystery Magazine, March 1979; auch: Irrelevance!, 1980)
- None So Blind (in: Ellery Queen’s Mystery Magazine, June 1979)
- To the Barest (in: Ellery Queen’s Mystery Magazine, August 1979)
- Middle Name (1980, in: Isaac Asimov: Casebook of the Black Widowers)
- Second Best (1980, in: Isaac Asimov: Casebook of the Black Widowers)
- What Time Is It? (1980, in: Isaac Asimov: Casebook of the Black Widowers)
- A Monday in April (in: Ellery Queen’s Mystery Magazine, May 1983)
- Can You Prove It? (1984, in: Isaac Asimov: Banquets of the Black Widowers)
- The Driver (1984, in: Isaac Asimov: Banquets of the Black Widowers)
- The Good Samaritan (1984, in: Isaac Asimov: Banquets of the Black Widowers)
- The Intrusion (1984, in: Isaac Asimov: Banquets of the Black Widowers)
- Neither Brute Nor Human (1984, in: Isaac Asimov: Banquets of the Black Widowers)
  - Deutsch: Weder Tier noch Mensch. In: Isaac Asimov: Die Asimov-Chronik: Die Menschheit wird gerettet. Heyne Allgemeine Reihe #8358, 1992, ISBN 3-453-05287-0.
- The Phoenician Bauble (1984, in: Isaac Asimov: Banquets of the Black Widowers)
- The Redhead (1984, in: Isaac Asimov: Banquets of the Black Widowers)
- Sixty Million Trillion Combinations (1984, in: Isaac Asimov: Banquets of the Black Widowers)
- The Woman in the Bar (1984, in: Isaac Asimov: Banquets of the Black Widowers)
- The Wrong House (1984, in: Isaac Asimov: Banquets of the Black Widowers)
- The Year of the Action (1984, in: Isaac Asimov: Banquets of the Black Widowers)
- The Fourth Homonym (1985)
  - Deutsch: Das vierte Homonym. In: Isaac Asimov: Die Asimov-Chronik: Die Menschheit wird gerettet. Heyne Allgemeine Reihe #8358, 1992, ISBN 3-453-05287-0.
- Unique Is Where You Find It (1985, in: Isaac Asimov: The Edge of Tomorrow)
  - Deutsch: Welches Element? In: Isaac Asimov: Cosmos Utopia. Bastei-Verlag Lübbe (Bastei-Lübbe Paperback #28165), Bergisch Gladbach 1988, ISBN 3-404-28165-9.
- The Quiet Place (1987)
  - Deutsch: Ein Ort der Stille. In: Isaac Asimov: Die Asimov-Chronik: Die Menschheit wird gerettet. Heyne Allgemeine Reihe #8358, 1992, ISBN 3-453-05287-0.
- The Snatched Purse (in: Ellery Queen’s Mystery Magazine, March 1987)
- Northwestward (1989, in: Martin H. Greenberg (Hrsg.): The Further Adventures of Batman)
  - Deutsch: Nach Nordwest. In: Martin H. Greenberg (Hrsg.): Mehr Abenteuer von Batman. Bastei-Lübbe, 1989, ISBN 3-404-13270-X. Auch als: Nordwestwärts. In: Isaac Asimov: Zauberland. 1997.
- The Alibi (1990, in: Isaac Asimov: Puzzles of the Black Widowers)
- The Envelope (1990, in: Isaac Asimov: Puzzles of the Black Widowers)
- The Four-Leaf Clover (1990, in: Isaac Asimov: Puzzles of the Black Widowers)
- The Lucky Piece (1990, in: Isaac Asimov: Puzzles of the Black Widowers)
- The Old Purse (1990, in: Isaac Asimov: Puzzles of the Black Widowers)
- The Recipe (1990, in: Isaac Asimov: Puzzles of the Black Widowers)
- Sunset on the Water (1990, in: Isaac Asimov: Puzzles of the Black Widowers)
- Triple Devil (1990, in: Isaac Asimov: Puzzles of the Black Widowers)
- Where Is He? (1990, in: Isaac Asimov: Puzzles of the Black Widowers)
- The Guest’s Guest (2003, in: Isaac Asimov: The Return of the Black Widowers)
- The Haunted Cabin (2003, in: Isaac Asimov: The Return of the Black Widowers)
- Lost in a Space Warp (2003, in: Isaac Asimov: The Return of the Black Widowers)
- Police at the Door (2003, in: Isaac Asimov: The Return of the Black Widowers)
- Yes, but Why? (2003, in: Isaac Asimov: The Return of the Black Widowers)

Sammelausgaben:
- 1 Tales of the Black Widowers (1974)
  - Deutsch: Die bösen Geschichten der schwarzen Witwer. Übersetzt von Willi Thaler. Heyne Krimi #1701, 1976, ISBN 3-453-10293-2.
- 2 More Tales of the Black Widowers (1976)
  - Deutsch: Neues von den „Schwarzen Witwern“. Übersetzt von Walter Brumm. Goldmann (Rote Krimi #4769), München 1978, ISBN 3-442-04769-2.
- 3 Casebook of the Black Widowers (1980)
  - Deutsch: Die „Schwarzen Witwer“ bitten zu Tisch : 8 rätselhafte Geschichten. Übersetzt von Thomas Schlück. Goldmann #4922, München 1987, ISBN 3-442-04922-9.
- 4 Banquets of the Black Widowers (1984)
- 5 Puzzles of the Black Widowers (1990)
- 6 The Return of the Black Widowers (2003)

Larry Mysteries
- Santa Claus Gets a Coin (in: Boys’ Life, December 1975)
- The Thirteenth Day of Christmas (1976)
  - Deutsch: Auszug in: Isaac Asimov: Opus 200 Band 2. Übersetzt von Joachim Körber und Leni Sobez. Moewig Science Fiction #3678, 1984, ISBN 3-8118-3678-1.
- A Case of Need (1977, in: Isaac Asimov: The Key Word and Other Mysteries)
- The Key Word (1977, in: Isaac Asimov: The Key Word and Other Mysteries)
- Sarah Tops (1977, in: Isaac Asimov: The Key Word and Other Mysteries)
- The Christmas Solution (1985, in: Isaac Asimov: The Disappearing Man and Other Mysteries)
- The Disappearing Man (1985, in: Isaac Asimov: The Disappearing Man and Other Mysteries)
- Lucky Seven (1985, in: Isaac Asimov: The Disappearing Man and Other Mysteries)
- The Man in the Park (1985, in: Isaac Asimov: The Disappearing Man and Other Mysteries)
- The Twins (1985, in: Isaac Asimov: The Disappearing Man and Other Mysteries)
- Zip Code (in: Boys’ Life, September 1986)

Sammelausgaben:
- 1 The Key Word and Other Mysteries (1977)
- 2 The Disappearing Man and Other Mysteries (1985)

Azazel
- The Dim Rumble (in: Isaac Asimov’s Science Fiction Magazine, October 1982)
  - Deutsch: Ein dumpfes Dröhnen. In: Friedel Wahren (Hrsg.): Isaac Asimovs Science Fiction Magazin 18. Folge. Heyne SF&F #3998, 1983, ISBN 3-453-30934-0. Auch als: Das dumpfe Grollen. In: Isaac Asimov: Azazel. 2004.
- One Night of Song (in: The Magazine of Fantasy & Science Fiction, April 1982)
  - Deutsch: Stimme für einen Abend. In: Isaac Asimov: Wenn der Wind sich dreht. Bastei Lübbe Paperback #28119, 1984, ISBN 3-404-28119-5. Auch als: Ein Liederabend. In: Isaac Asimov: Azazel. 2004.
- The Smile That Loses (in: The Magazine of Fantasy & Science Fiction, November 1982)
  - Deutsch: Das eingebüßte Lächeln. In: Isaac Asimov: Wenn der Wind sich dreht. Bastei Lübbe Paperback #28119, 1984, ISBN 3-404-28119-5. Auch als: Das gebannte Lächeln. In: Isaac Asimov: Azazel. 2004.
- To the Victor (in: Isaac Asimov’s Science Fiction Magazine, July 1982)
  - Deutsch: Auf den Gewinner. In: Friedel Wahren (Hrsg.): Isaac Asimovs Science Fiction Magazin 22. Folge. Heyne SF&F #4107, 1984, ISBN 3-453-31067-5. Auch als: Auf die Siegerin! In: Isaac Asimov: Azazel. 2004. Auch als: Auf die Siegerin! In: Isaac Asimov: Azazel. Übersetzt von Joachim Körber. Edition Phantasia (Phantasia Paperback Fantasy #2002), 2004, ISBN 3-937897-03-8.
- A Matter of Principle (1983)
  - Deutsch: Eine Frage des Prinzips. In: Isaac Asimov: Azazel. 2004.
- Saving Humanity (in: Isaac Asimov’s Science Fiction Magazine, September 1983)
  - Deutsch: Die Menschheit wird gerettet. In: Isaac Asimov: Die Asimov-Chronik: Die Menschheit wird gerettet. Heyne Allgemeine Reihe #8358, 1992, ISBN 3-453-05287-0. Auch als: Die Menschheit wird gerettet. In: Isaac Asimov: Die Asimov-Chronik: Die Menschheit wird gerettet. Heyne Allgemeine Reihe #8358, 1992, ISBN 3-453-05287-0. Auch als: Retter der Menschheit. In: Isaac Asimov: Azazel. 2004.
- Dashing Through the Snow (in: Isaac Asimov’s Science Fiction Magazine, Mid-December 1984)
  - Deutsch: Winter ist so schön. In: Isaac Asimov: Azazel. 2004.
- The Evil Drink Does (in: Isaac Asimov’s Science Fiction Magazine, May 1984)
  - Deutsch: Vom Übel des Alkohols. In: Isaac Asimov: Azazel. 2004.
- Writing Time (in: Isaac Asimov’s Science Fiction Magazine, July 1984)
  - Deutsch: Zeit zum Schreiben. In: Isaac Asimov: Azazel. 2004.
- The Eye of the Beholder (1985)
  - Deutsch: Das Auge des Betrachters. In: Isaac Asimov: Die Asimov-Chronik: Die Menschheit wird gerettet. Heyne Allgemeine Reihe #8358, 1992, ISBN 3-453-05287-0. Auch als: Ansichtssache. In: Isaac Asimov: Azazel. 2004.
- He Travels the Fastest (in: Isaac Asimov’s Science Fiction Magazine, November 1985)
  - Deutsch: Der schnellste Reisende. In: Isaac Asimov: Azazel. 2004.
- Logic Is Logic (in: Isaac Asimov’s Science Fiction Magazine, August 1985)
  - Deutsch: Logik bleibt Logik. In: Isaac Asimov: Azazel. 2004.
- The Fights of Spring (1986)
  - Deutsch: Frühlingsgefühle. In: Isaac Asimov: Azazel. 2004.
- The Mind’s Construction (in: Isaac Asimov’s Science Fiction Magazine, October 1986)
  - Deutsch: Spiegel der Seele. In: Isaac Asimov: Azazel. 2004.
- More Things in Heaven and Earth (1986, in: Science Fiction by Asimov)
  - Deutsch: Es gibt mehr Ding’ im Himmel und auf Erden. In: Isaac Asimov: Azazel. 2004.
- Galatea (in: Isaac Asimov’s Science Fiction Magazine, Mid-December 1987)
  - Deutsch: Galatea. In: Isaac Asimov: Azazel. 2004.
- Flight of Fancy (in: Isaac Asimov’s Science Fiction Magazine, May 1988)
  - Deutsch: Höhenflüge der Phantasie. In: Isaac Asimov: Azazel. 2004.
- The Two-Centimeter Demon (1988, in: Isaac Asimov: Azazel)
  - Deutsch: Ein Dämon von zwei Zentimetern. In: Isaac Asimov: Azazel. Übersetzt von Joachim Körber. Edition Phantasia (Phantasia Paperback Fantasy #2002), 2004, ISBN 3-937897-03-8.
- Azazel (1988)
  - Deutsch: Azazel. Übersetzt von Joachim Körber. Edition Phantasia (Phantasia Paperback Fantasy #2002), 2004, ISBN 3-937897-03-8.
- The Mad Scientist (in: Analog Science Fiction and Fact, July 1989)
  - Deutsch: Der verrückte Wissenschaftler. In: Isaac Asimov: Zauberland. 1997.
- To Your Health (in: Isaac Asimov’s Science Fiction Magazine, August 1989)
  - Deutsch: Gesundheit. In: Isaac Asimov: Zauberland. 1997.
- The Time Traveler (in: Isaac Asimov’s Science Fiction Magazine, November 1990)
  - Deutsch: Der Zeitreisende. In: Isaac Asimov: Zauberland. 1997.
- Wine is a Mocker (in: Isaac Asimov’s Science Fiction Magazine, July 1990)
  - Deutsch: Der Wein ist ein Spötter. In: Isaac Asimov: Zauberland. 1997.
- Baby, It’s Cold Outside (in: Isaac Asimov’s Science Fiction Magazine, June 1991)
  - Deutsch: Die Wurzel allen Übels. In: Isaac Asimov: Zauberland. 1997.
- It’s a Job (in: Isaac Asimov’s Science Fiction Magazine, Mid-December 1991)
  - Deutsch: Es ist ein Job. In: Isaac Asimov: Zauberland. 1997.
- The Critic on the Hearth (in: Asimov’s Science Fiction, November 1992)
  - Deutsch: Ein Kritikerdasein. In: Isaac Asimov: Zauberland. 1997.
- March Against the Foe (in: Asimov’s Science Fiction, April 1994)
  - Deutsch: Marsch gegen den Feind. In: Isaac Asimov: Zauberland. 1997.

The Union Club Mysteries / Geschichten aus dem Union Club (Kriminalgeschichten)
- 1 to 999 (1983, in: Isaac Asimov: The Union Club Mysteries)
  - Deutsch: Das Zahlenspiel. In: Isaac Asimov: Seite 13 und andere Geschichten aus dem Union Club. 1984.
- The Appleby Story (1983, in: Isaac Asimov: The Union Club Mysteries)
  - Deutsch: Die Appleby-Story. In: Isaac Asimov: Seite 13 und andere Geschichten aus dem Union Club. 1984.
- Catching the Fox (1983, in: Isaac Asimov: The Union Club Mysteries)
  - Deutsch: Die Fuchsjagd. In: Isaac Asimov: Seite 13 und andere Geschichten aus dem Union Club. 1984.
- A Clear Shot (1983, in: Isaac Asimov: The Union Club Mysteries)
  - Deutsch: Im Visier. In: Isaac Asimov: Seite 13 und andere Geschichten aus dem Union Club. 1984.
- Dollars and Cents (1983, in: Isaac Asimov: The Union Club Mysteries)
  - Deutsch: Dollars und Cents. In: Isaac Asimov: Seite 13 und andere Geschichten aus dem Union Club. 1984.
- The Favorite Piece (1983, in: Isaac Asimov: The Union Club Mysteries; auch: The Favourite Piece, 1985)
- Friends and Allies (1983, in: Isaac Asimov: The Union Club Mysteries)
  - Deutsch: Freunde und Verbündete. In: Isaac Asimov: Seite 13 und andere Geschichten aus dem Union Club. 1984.
- Getting the Combination (1983, in: Isaac Asimov: The Union Club Mysteries)
  - Deutsch: Die Safe-Kombination. In: Isaac Asimov: Seite 13 und andere Geschichten aus dem Union Club. 1984.
- Gift (1983, in: Isaac Asimov: The Union Club Mysteries)
- Half a Ghost (1983, in: Isaac Asimov: The Union Club Mysteries)
  - Deutsch: Das halbe Gespenst. In: Isaac Asimov: Seite 13 und andere Geschichten aus dem Union Club. 1984.
- He Wasn’t There (1983, in: Isaac Asimov: The Union Club Mysteries)
  - Deutsch: Der Schatten. In: Isaac Asimov: Seite 13 und andere Geschichten aus dem Union Club. 1984.
- Hide and Seek (1983, in: Isaac Asimov: The Union Club Mysteries)
  - Deutsch: Das Versteckspiel. In: Isaac Asimov: Seite 13 und andere Geschichten aus dem Union Club. 1984.
- Hot or Cold (1983, in: Isaac Asimov: The Union Club Mysteries)
  - Deutsch: Heiß oder kalt. In: Isaac Asimov: Seite 13 und andere Geschichten aus dem Union Club. 1984.
- Irresistible to Women (1983, in: Isaac Asimov: The Union Club Mysteries)
  - Deutsch: Der Unwiderstehliche. In: Isaac Asimov: Seite 13 und andere Geschichten aus dem Union Club. 1984.
- The Library Book (1983, in: Isaac Asimov: The Union Club Mysteries)
  - Deutsch: Das Buch aus der Bibliothek. In: Isaac Asimov: Seite 13 und andere Geschichten aus dem Union Club. 1984.
- The Men Who Wouldn’t Talk (1983, in: Isaac Asimov: The Union Club Mysteries)
  - Deutsch: Der Ring der Verschwiegenen. In: Isaac Asimov: Seite 13 und andere Geschichten aus dem Union Club. 1984.
- Mystery Tune (1983, in: Isaac Asimov: The Union Club Mysteries)
  - Deutsch: Wer kennt die Melodie? In: Isaac Asimov: Seite 13 und andere Geschichten aus dem Union Club. 1984.
- No Refuge Could Save (1983, in: Isaac Asimov: The Union Club Mysteries)
  - Deutsch: In der Falle. In: Isaac Asimov: Seite 13 und andere Geschichten aus dem Union Club. 1984.
- Sending a Signal (1983, in: Isaac Asimov: The Union Club Mysteries)
- The Sign (1983, in: Isaac Asimov: The Union Club Mysteries)
  - Deutsch: Das Sternzeichen. In: Isaac Asimov: Seite 13 und andere Geschichten aus dem Union Club. 1984.
- Spell It! (1983, in: Isaac Asimov: The Union Club Mysteries)
  - Deutsch: Bitte buchstabieren Sie! In: Isaac Asimov: Seite 13 und andere Geschichten aus dem Union Club. 1984.
- The Telephone Number (1983, in: Isaac Asimov: The Union Club Mysteries)
  - Deutsch: Die Telefonnummer. In: Isaac Asimov: Seite 13 und andere Geschichten aus dem Union Club. 1984.
- Testing, Testing! (1983, in: Isaac Asimov: The Union Club Mysteries)
  - Deutsch: Die Feuerprobe. In: Isaac Asimov: Seite 13 und andere Geschichten aus dem Union Club. 1984.
- There Was a Young Lady (1983, in: Isaac Asimov: The Union Club Mysteries)
  - Deutsch: Die Lady aus Dallas. In: Isaac Asimov: Seite 13 und andere Geschichten aus dem Union Club. 1984.
- The Thin Line (1983, in: Isaac Asimov: The Union Club Mysteries)
  - Deutsch: Auf des Messers Schneide. In: Isaac Asimov: Seite 13 und andere Geschichten aus dem Union Club. 1984.
- The Thirteenth Page (1983, in: Isaac Asimov: The Union Club Mysteries)
  - Deutsch: Seite 13. In: Isaac Asimov: Seite 13 und andere Geschichten aus dem Union Club. 1984.
- The Three Goblets (1983, in: Isaac Asimov: The Union Club Mysteries)
  - Deutsch: Drei Pokale. In: Isaac Asimov: Seite 13 und andere Geschichten aus dem Union Club. 1984.
- Twelve Years Old (1983, in: Isaac Asimov: The Union Club Mysteries)
- Two Women (1983, in: Isaac Asimov: The Union Club Mysteries)
- Which is Which? (1983, in: Isaac Asimov: The Union Club Mysteries)
  - Deutsch: Wer ist wer? In: Isaac Asimov: Seite 13 und andere Geschichten aus dem Union Club. 1984.
- The Union Club Mysteries (1983)
  - Deutsch: Seite 13 und andere Geschichten aus dem Union Club. Übersetzt von Christine Frauendorf-Mössel. Goldmann (Rote Krimi #4953), 1984, ISBN 3-442-04953-9.
- The Magic Umbrella (1987, in: Isaac Asimov: The Best Mysteries of Isaac Asimov)
- Never Out of Sight (1987, in: Isaac Asimov: The Best Mysteries of Isaac Asimov)
- The Speck (1987, in: Isaac Asimov: The Best Mysteries of Isaac Asimov)

### Sammlungen

#### Mehrbändige Sammlungen
Opus
- 1 Opus 100 (1969)
- 2 Opus 200 (1979)
  - Deutsch: Opus 200. Übersetzt von Joachim Körber und Leni Sobez. 2 Bände. Bd. 1: Moewig Science Fiction #3658, 1984, ISBN 3-8118-3658-7. Bd. 2: Moewig Science Fiction #3678, 1984, ISBN 3-8118-3678-1.

Lecherous Limericks
- 1 Lecherous Limericks (1975)
- 2 More Lecherous Limericks (1976)
- 3 Still More Lecherous Limericks (1977)

Limericks (mit John Ciardi)
- A Grossery of Limericks (1981)
- Limericks (2000)

The Asimov Chronicles
US-Ausgabe bei Dark Harvest:
- The Asimov Chronicles: Fifty Years of Isaac Asimov (1989)

US-Ausgabe bei Ace:
- 1 The Asimov Chronicles: Fifty Years of Isaac Asimov: Volume One (1990)
- 2 The Asimov Chronicles: Fifty Years of Isaac Asimov: Volume Two (1990)
- 3 The Asimov Chronicles: Fifty Years of Isaac Asimov: Volume Three (1990)
- 4 The Asimov Chronicles: Fifty Years of Isaac Asimov: Volume Four (1991)
- 5 The Asimov Chronicles: Fifty Years of Isaac Asimov: Volume Five (1991)
- 6 The Asimov Chronicles: Fifty Years of Isaac Asimov: Volume Six (1991)

UK-Ausgabe bei Legend:
- 1 The Asimov Chronicles: Fifty Years of Isaac Asimov: Volume One (1990)
- 2 The Asimov Chronicles: Fifty Years of Isaac Asimov: Volume Two (1990)

Deutsche Ausgaben bei Heyne:
- 1 Die Asimov-Chronik: Robot ist verloren. Heyne Allgemeine Reihe #8199, 1991, ISBN 3-453-04602-1.
- 2 Die Asimov-Chronik: Die vierte Generation. Heyne Allgemeine Reihe #8228, 1991, ISBN 3-453-04839-3.
- 3 Die Asimov-Chronik: Die Menschheit wird gerettet. Heyne Allgemeine Reihe #8358, 1992, ISBN 3-453-05287-0.

Asimov’s Complete Stories – The Complete Stories
US-Ausgabe bei Doubleday:
- 1 The Complete Stories, Volume 1 (1990)
- 2 The Complete Stories, Volume 2 (1992)
- The Complete Stories (2008)

US-Ausgabe bei HarperCollins:
- The Complete Stories: Volume One (1994)
- The Complete Stories: Volume Two (1997)

#### Einzeltitel
- The Martian Way and Other Stories (1955)
  - Deutsch: Wasser für den Mars. Übersetzt von Iris Foerster und Rolf H. Foerster. Goldmanns Zukunftsromane #8, 1960.
- Nine Tomorrows (1959)
  - Deutsch: Unendlichkeit × 5. Moewig (Terra Taschenbuch #109), 1966.
- Through a Glass, Clearly (1967)
- Asimov’s Mysteries (1968)
  - Deutsch: 10 SF-Kriminalgeschichten. Übersetzt von Wulf H. Bergner. Heyne SF&F #3135, 1969.
- Nightfall and Other Stories (3 Bände, 1969; auch als Nightfall One und Nightfall Two, 1971)
  - Deutsch: Band 1: Und Finsternis wird kommen… Übersetzt von Eva Sander. Pabel (Terra Taschenbuch #207), 1973. Band 2: Der Todeskanal. Übersetzt von Eva Sander. Pabel (Terra Taschenbuch #209), 1973. Band 3: Vergangene Zukunft. Übersetzt von Eva Sander. Pabel (Terra Taschenbuch #211), 1973.
- The Early Asimov or, Eleven Years of Trying (1972; auch in 3 Bänden, 1973 f.)
- The Best of Isaac Asimov (1973)
  - Deutsch: Band 1: Wenn die Sterne verlöschen. Übersetzt von Jürgen Saupe. Pabel (Terra Taschenbuch #264), 1975. Band 2: Die Verschwender vom Mars. Übersetzt von Jürgen Saupe. Pabel (Terra Taschenbuch #267), 1975. Auch als: Best of Asimov. Übersetzt von Barbara Heidkamp und Jürgen Saupe. Bastei Lübbe Paperback #28113, 1983, ISBN 3-404-28113-6.
- Have You Seen These? (1974)
- The Best of Isaac Asimov 1939-1952 (1975)
- Buy Jupiter and Other Stories (1975)
  - Deutsch: Band 1: Das Ende der Dinosaurier. Übersetzt von Walter Brumm. Pabel (Terra Taschenbuch #289), 1977. Band 2: Landung ohne Wiederkehr. Übersetzt von Walter Brumm. Pabel (Terra Taschenbuch #291), 1977.
- The Dream, Benjamin’s Dream and Benjamin’s Bicentennial Blast (1976)
- A Whiff of Death & Murder at the ABA (1976, Sammelausgabe)
- The Best of Isaac Asimov 1954–1972 (1977)
- The Far Ends of Time and Earth (Sammelausgabe von 2 Romanen und Erzählband; 1979)
- Prisoners of the Stars (Sammelausgabe von 2 Romanen und Erzählband; 1979)
- Isaac Asimov (1981)
- Three Science Fiction Tales (1981)
- The Winds of Change and Other Stories (1983)
  - Deutsch: Wenn der Wind sich dreht. Übersetzt von Rosemarie Hundertmarck und Bodo Baumann. Bastei Lübbe Paperback #28119, 1984, ISBN 3-404-28119-5.
- The Edge of Tomorrow (1985)
  - Deutsch: Cosmos Utopia. Bastei-Verlag Lübbe (Bastei-Lübbe Paperback #28165), Bergisch Gladbach 1988, ISBN 3-404-28165-9.
- The Alternate Asimovs (1986)
- Robot Dreams (1986)
  - Deutsch: Roboterträume. Bastei Lübbe Paperback #28162, 1988, ISBN 3-404-28162-4.
- The Best Mysteries of Isaac Asimov (1987)
- Other Worlds of Isaac Asimov (1987)
- The Best Science Fiction of Isaac Asimov (1986)
- Science Fiction by Asimov (1986)
- Isaac Asimov’s The Ultimate Robot (1993, Sammlung auf CD-ROM)
- Gold: The Final Science Fiction Collection (1995; auch: The Final Gold)
  - Deutsch: Gold. Bastei-Verlag Lübbe (Bastei-Lübbe SF Special #24206), Bergisch Gladbach 1995, ISBN 3-404-24206-8.
- Magic: The Final Fantasy Collection (1996; auch: The Final Magic)
  - Deutsch: Zauberland. Übersetzt von Rainer Gladys, Uwe Brinkmann, Mona Gabriel, Robert Heilmeier, Axel Merz, Barbara Röhl und Uwe Voehl. Bastei-Verlag Lübbe (Bastei-Lübbe Fantasy #20308), Bergisch Gladbach 1997, ISBN 3-404-20308-9.
- Living Space: Science Fiction Triple Feature (2012)

Deutsche Zusammenstellungen:
- Great science fiction stories : Isaac Asimov. Hrsg. von Peter Bruck. Klett, Stuttgart 1981, 2 Bde. Bd. 1: Hauptband. ISBN 3-12-579200-2. Bd. 2: Model interpretations. ISBN 3-12-579230-4.
- Science-fiction-Stories 1 : Asimov. Hrsg. von Dieter Wessels. Reclams Universal-Bibliothek #9156, Stuttgart 1985, ISBN 3-15-009156-X.

### Einzelne Kurzgeschichten
In dieser chronologischen Liste von Asimovs Kurzgeschichten sind diejenigen enthalten, die nicht weiter oben als Teil von Zyklen aufgeführt sind.
1939
- The Weapon Too Dreadful to Use (in: Amazing Stories, May 1939)
- Trends (in: Astounding Science-Fiction, July 1939)
  - Deutsch: Tendenzen. In: Isaac Asimov und Martin H. Greenberg: Die besten Stories von 1939. Moewig (Playboy Science Fiction #6727), 1982, ISBN 3-8118-6727-X.
- Half Breed (1939)
  - Deutsch: Gleichberechtigung nur für Gleiche. In: Walter Spiegl (Hrsg.): Science-Fiction-Stories 45. Ullstein 2000 #85 (3109), 1975, ISBN 3-548-03109-9.

1940
- Ring Around the Sun (in: Future Fiction, March 1940)
- The Callistan Menace (in: Astonishing Stories, April 1940)
  - Deutsch: Gefahr auf Callisto. In: Science-Fiction-Stories 41. Ullstein 2000 #77 (3081), 1974, ISBN 3-548-03081-5.
- The Magnificent Possession (in: Future Fiction, July 1940)
- Strange Playfellow (in: Super Science Stories, September 1940; auch: Robbie)
  - Deutsch: Ich, der Robot. In: Rene Oth (Hrsg.): Gedachte Welten. Luchterhand SF #420, 1951, ISBN 3-472-61420-X. Auch als: Robbie. In: Isaac Asimov: Ich, der Robot. Übersetzt von Otto Schrag. Rauchs Weltraum-Bücher #4, 1952. Auch als: Ein seltsamer Spielgefährte. In: Isaac Asimov und Martin H. Greenberg: Die besten Stories von 1940. Moewig (Playboy Science Fiction #6711), 1980, ISBN 3-8118-6711-3.

1941
- History (in: Super Science Novels Magazine, March 1941)
- The Secret Sense (in: Cosmic Stories, March 1941)
- Heredity (in: Astonishing Stories, April 1941)
- Nightfall (in: Astounding Science-Fiction, September 1941; mit Robert Silverberg)
  - Deutsch: Einbruch der Nacht. In: Gotthard Günther (Hrsg.): Überwindung von Raum und Zeit. Rauchs Weltraum-Bücher #3, 1952. Auch als: Und Finsternis wird kommen … In: Arnulf D. Krauß und Helmuth W. Mommers (Hrsg.): 7 Science Fiction-Stories. Heyne-Anthologien #17, 1966. Auch als: Die Nacht wird kommen. In: Isaac Asimov und Martin H. Greenberg: Die besten Stories von 1941. Moewig (Playboy Science Fiction #6713), 1981, ISBN 3-8118-6713-X. Auch als: Und die Finsternis wird kommen. In: Isaac Asimov: Cosmos Utopia. Bastei-Verlag Lübbe (Bastei-Lübbe Paperback #28165), Bergisch Gladbach 1988, ISBN 3-404-28165-9.
- Super-Neutron (in: Astonishing Stories, September 1941)
- Not Final (in: Astounding Science-Fiction, October 1941)
  - Deutsch: Das Jupiter-Problem. In: Arthur C. Clarke (Hrsg.): Komet der Blindheit. Heyne SF&F #3239, 1985, ISBN 3-453-31215-5.

1942
- Christmas on Ganymede (in: Startling Stories, January 1942)
  - Deutsch: Weihnachten auf Ganymed. In: Helmuth W. Mommers und Arnulf D. Krauß (Hrsg.): Die Nacht der zehn Milliarden Lichter. Heyne SF&F #3106, 1967.
- Black Friar of the Flame (in: Planet Stories, Spring 1942)
- Robot AL 76 Goes Astray (in: Amazing Stories, February 1942; auch: Robot AL-76 Goes Astray, 1956)
  - Deutsch: Robot AL-76 geht in die Irre. In: Isaac Asimov: Alle Roboter-Geschichten. Bastei Lübbe Paperback #28101, 1982, ISBN 3-404-28101-2.
- The Weapon (in: Super Science Stories, May 1942; als H. B. Ogden)

1943
- Death Sentence (in: Astounding Science Fiction, November 1943)
  - Deutsch: Todesurteil. In: Isaac Asimov: Die Asimov-Chronik: Robot ist verloren. Heyne Allgemeine Reihe #8199, 1991, ISBN 3-453-04602-1.

1945
- Escape! (in: Astounding Science Fiction, August 1945)
  - Deutsch: Flucht. In: Isaac Asimov: Ich, der Robot. Weiß, Gebrüder Utopische TB, 1952.
- Paradoxical Escape (1945)
  - Deutsch: Flucht. In: Isaac Asimov: Ich, der Robot. Heyne SF & F #3217, 1973.

1948
- No Connection (in: Astounding Science Fiction, June 1948)
  - Deutsch: Tatsachen ohne Zusammenhang. In: Ein anderes Zeitalter und weitere SF-Storys. Pabel (Utopia Zukunftsroman #534), 1967. Auch als: Keine Verbindung. In: Isaac Asimov: Die Asimov-Chronik: Robot ist verloren. Heyne Allgemeine Reihe #8199, 1991, ISBN 3-453-04602-1.

1949
- The Red Queen’s Race (in: Astounding Science Fiction, January 1949)
  - Deutsch: Rennen, um an Ort und Stelle zu bleiben. In: Isaac Asimov: Die Asimov-Chronik: Robot ist verloren. Heyne Allgemeine Reihe #8199, 1991, ISBN 3-453-04602-1.

1950
- The Evitable Conflict (in: Astounding Science Fiction, June 1950)
  - Deutsch: Vermeidbarer Konflikt. In: Isaac Asimov: Alle Roboter-Geschichten. Bastei Lübbe (Bastei-Lübbe SF Abenteuer #23317), Bergisch Gladbach 2007, ISBN 978-3-404-23317-5.
- Legal Rites (in: Weird Tales, September 1950; mit Frederik Pohl (als James MacCreigh))
  - Deutsch: Der Gespensterprozeß. In: Kurt Singer (Hrsg.): Horror 3. Heyne Allgemeine Reihe #911, 1970.
- Darwinian Pool Room (in: Galaxy Science Fiction, October 1950)
  - Deutsch: Der Darwinsche Billardsaal. In: Isaac Asimov: Das Ende der Dinosaurier. Pabel Terra TB #289, 1973.
- Day of the Hunters (in: Future Combined with Science Fiction Stories, November 1950)
  - Deutsch: Das Ende der Dinosaurier. Übersetzt von Walter Brumm. In: Isaac Asimov: Das Ende der Dinosaurier. Pabel Terra TB #289, 1973.
- Misbegotten Missionary (in: Galaxy Science Fiction, November 1950; auch: Green Patches, 1969)
  - Deutsch: Mißverstandener Missionar. In: Clark Darlton (Hrsg.): Utopia-Science-Fiction-Magazin, #5. Pabel, 1957. Auch als: Grüne Flecken. In: Isaac Asimov: Und Finsternis wird kommen… Pabel (Terra Taschenbuch #207), 1973.
- The Little Man on the Subway (1950, in: Fantasy Book, Vol. 1, No. 6; mit Frederik Pohl (als James MacCreigh))
  - Deutsch: Der kleine Mann in der U-Bahn. In: Sten Acer (Hrsg.): Luther’s Grusel Magazin 4. Luther Grusel-Magazin #4, 1972.

1951
- Hostess (in: Galaxy Science Fiction, May 1951)
  - Deutsch: Die Wirtin. In: Isaac Asimov: Und Finsternis wird kommen… Pabel (Terra Taschenbuch #207), 1973. Auch als: Der stille Tod. In: Isaac Asimov: Roboterträume. Bastei Lübbe Paperback #28162, 1988, ISBN 3-404-28162-4.
- Breeds There a Man … ? (in: Astounding Science Fiction, June 1951)
  - Deutsch: Brutkästen? In: Lore Matthaey (Hrsg.): Alles dreht sich um die Erde. Pabel (Utopia Zukunftsroman #506), 1966. Auch als: Die Experimentatoren. In: Isaac Asimov: Der Todeskanal. Pabel (Terra Taschenbuch #209), 1973.
- The C-Chute (in: Galaxy Science Fiction, October 1951)
  - Deutsch: Die Geschichte eines Helden. In: Galaxis Science Fiction, #8. Moewig, 1958. Auch als: Der Todeskanal. In: Isaac Asimov: Der Todeskanal. Pabel (Terra Taschenbuch #209), 1973. Auch als: Geschichte eines Helden. In: Isaac Asimov: Best of Asimov. Übersetzt von Barbara Heidkamp und Jürgen Saupe. Bastei Lübbe Paperback #28113, 1983, ISBN 3-404-28113-6.
- Shah Guido G. (in: Marvel Science Fiction, November 1951)
  - Deutsch: Schah Guido G. In: Isaac Asimov: Das Ende der Dinosaurier. Pabel Terra TB #289, 1973.
- „In a Good Cause—“ (1951, in: Raymond J. Healy (Hrsg.): New Tales of Space and Time; auch: Ideals Die Hard, 1957)
  - Deutsch: Der Zweck heiligt die Mittel. In: Utopia-Science-Fiction-Magazin, #4. Pabel, 1956. Auch als: Die Geschichte eines Helden. In: Isaac Asimov: Der Todeskanal. Pabel (Terra Taschenbuch #209), 1973.

1952
- The Martian Way (in: Galaxy Science Fiction, November 1952)
  - Deutsch: Wasser für den Mars. In: Isaac Asimov: Wasser für den Mars. Goldmanns Weltraum Taschenbücher #50, 1960. Auch als: Die Verschwender vom Mars. In: Isaac Asimov: Die Verschwender vom Mars. Übersetzt von Jürgen Saupe. Pabel (Terra Taschenbuch #267), 1975. Auch als: Auf marsianische Art. In: Wolfgang Jeschke und Ben Bova (Hrsg.): Titan 12. Heyne SF&F #3669, 1979, ISBN 3-453-30586-8.
- The Deep (in: Galaxy Science Fiction, December 1952)
  - Deutsch: Die in der Tiefe. In: Galaxis Science Fiction, #6. Moewig, 1958. Auch als: In der Tiefe. In: Isaac Asimov: Wasser für den Mars. Goldmanns Weltraum Taschenbücher #50, 1960.
- Youth (in: Space Science Fiction, May 1952)
  - Deutsch: Keine Angst vor kleinen Tieren. In: Isaac Asimov: Wasser für den Mars. Übersetzt von Iris Foerster und Rolf H. Foerster. Goldmanns Weltraum Taschenbücher #050, 1965.
- What If… (in: Fantastic, Summer 1952)
  - Deutsch: Was, wenn… In: Isaac Asimov: Der Todeskanal. Pabel (Terra Taschenbuch #209), 1973.

1953
- Button, Button (in: Startling Stories, January 1953)
  - Deutsch: Aus Alt mach Neu. In: Isaac Asimov: Das Ende der Dinosaurier. Pabel Terra TB #289, 1973.
- The Monkey’s Fingers (in: Startling Stories, February 1953; auch: The Monkey’s Finger, 1975)
  - Deutsch: Der Affe und die Schreibmaschine. In: Isaac Asimov: Das Ende der Dinosaurier. Pabel (Terra Taschenbuch #289), 1977.
- Nobody Here But … (1953, in: Frederik Pohl (Hrsg.): Star Science Fiction Stories)
  - Deutsch: Die verrückte Maschine. In: Isaac Asimov: Und Finsternis wird kommen… Pabel (Terra Taschenbuch #207), 1973. Auch als: Junior. In: Frederik Pohl und Wolfgang Jeschke (Hrsg.): Titan 3. Heyne SF&F #3520, 1976, ISBN 3-453-30386-5.
- Sally (in: Fantastic, May-June 1953)
  - Deutsch: Sally. In: Isaac Asimov: Vergangene Zukunft. Pabel (Terra Taschenbuch #211), 1973.
- Flies (in: The Magazine of Fantasy and Science Fiction, June 1953)
  - Deutsch: Die Fliegen. In: Isaac Asimov: Vergangene Zukunft. Pabel (Terra Taschenbuch #211), 1973.
- Kid Stuff (in: Beyond Fantasy Fiction, September 1953)
- Belief (in: Astounding Science Fiction, October 1953; Erste Version 1986 in: Isaac Asimov: The Alternate Asimovs)
  - Deutsch: Der Professor, dem man nicht glaubte. In: Die Insel der Toten und andere SF-Storys. Pabel (Utopia Zukunftsroman #543), 1967. Auch als: Blasphemie. In: Isaac Asimov: Wenn der Wind sich dreht. Bastei Lübbe Paperback #28119, 1984, ISBN 3-404-28119-5.
- Everest (in: Universe Science Fiction, December 1953)
  - Deutsch: Mount Everest. In: Isaac Asimov: Das Ende der Dinosaurier. Pabel Terra TB #289, 1973.

1954
- The Fun They Had (in: The Magazine of Fantasy and Science Fiction, February 1954)
  - Deutsch: Die Schule. In: Isaac Asimov: Geliebter Roboter. Heyne SF&F #3066, 1966. Auch als: Der Spaß, den sie hatten. In: Isaac Asimov: Wenn die Sterne verlöschen. Übersetzt von Jürgen Saupe. Pabel (Terra Taschenbuch #264), 1975. Auch als: Und der Lehrer war ein Mensch. In: Wolfgang Both (Hrsg.): Phantopia 1977. FDJ TH Ilmenau Phantopia #1977, 1977. Auch als: Spaß beim Lernen. In: Walter Spiegl (Hrsg.): Brennpunkt Zukunft 2. Ullstein Science Fiction & Fantasy #31042, 1982, ISBN 3-548-31042-7.
- Sucker Bait (2 Teile in: Astounding Science Fiction, February 1954  ff.)
  - Deutsch: Im Licht der Doppelsonne. In: Isaac Asimov: Wasser für den Mars. Goldmanns Weltraum Taschenbücher #50, 1960.
- The Pause (1954, in: August Derleth (Hrsg.): Time to Come: Science-Fiction Stories of Tomorrow)
  - Deutsch: Im Hinterhof. In: August Derleth (Hrsg.): Paradies II. Heyne SF&F #3181, 1970. Auch als: Die Pause. In: Isaac Asimov: Das Ende der Dinosaurier. Pabel Terra TB #289, 1973.
- The Immortal Bard (in: Universe Science Fiction, May 1954)
- It’s Such a Beautiful Day (1955, Kurzroman in: Frederik Pohl (Hrsg.): Star Science Fiction Stories No. 3)
  - Deutsch: So ein wunderschöner Tag. In: Isaac Asimov: Vergangene Zukunft. Pabel (Terra Taschenbuch #211), 1973. Auch als: Ein so herrlicher Tag. In: Frederik Pohl und Wolfgang Jeschke (Hrsg.): Titan 4. Heyne SF&F #3533, 1977, ISBN 3-453-30426-8.
- Let’s Not (in: Boston University Graduate Journal, December 1954)
  - Deutsch: Verzweiflung. In: Isaac Asimov: Das Ende der Dinosaurier. Pabel Terra TB #289, 1973.

1955
- The Portable Star (in: Thrilling Wonder Stories, Winter 1955)
- The Last Trump (in: Fantastic Universe, June 1955)
  - Deutsch: Die Posaune des Jüngsten Gerichts. In: Isaac Asimov: Geliebter Roboter. Heyne SF&F #3066, 1966.
- Dreamworld (in: The Magazine of Fantasy and Science Fiction, November 1955)
  - Deutsch: Dafür plage ich mich? In: Isaac Asimov, Martin H. Greenberg und Joseph D. Olander (Hrsg.): Feuerwerk der SF. Goldmann (Edition '84: Die positiven Utopien #8), 1984, ISBN 3-442-08408-3. Auch als: Traumwelt. In: Hans Joachim Alpers und Harald Pusch (Hrsg.): Isaac Asimov — der Tausendjahresplaner. Corian (Edition Futurum #2), 1984, ISBN 3-89048-202-3.
- Dreaming Is a Private Thing (in: The Magazine of Fantasy and Science Fiction, December 1955)
  - Deutsch: Die Träumer. In: Isaac Asimov: Geliebter Roboter. Heyne SF&F #3066, 1966.

1956
- The Message (in: The Magazine of Fantasy and Science Fiction, February 1956)
  - Deutsch: Die Nachricht. In: Hans Joachim Alpers und Harald Pusch (Hrsg.): Isaac Asimov — der Tausendjahresplaner. Corian (Edition Futurum #2), 1984, ISBN 3-89048-202-3.
- The Dead Past (in: Astounding Science Fiction, April 1956)
  - Deutsch: Das Chronoskop. In: Isaac Asimov: Geliebter Roboter. Heyne SF&F #3066, 1966. Auch als: Am Anfang der Vergangenheit. In: Science-Fiction-Stories 15. Ullstein 2000 #26 (2894), 1972, ISBN 3-548-02894-2.
- Hell Fire (in: Fantastic Universe, May 1956; auch: Hell-Fire, 1957)
  - Deutsch: Höllenfeuer. In: Isaac Asimov: Geliebter Roboter. Heyne SF&F #3066, 1966.
- Living Space (in: Science Fiction Stories, May 1956)
- Death of a Honey-Blonde (in The Saint Detective Magazine, June 1956; auch: What’s in a Name?, 1968)
  - Deutsch: Tod einer Blondine. In: Isaac Asimov: 10 SF-Kriminalgeschichten. Übersetzt von Wulf H. Bergner. Heyne SF&F #3135, 1969.
- Each an Explorer (1956, in: Future Science Fiction, #30)
  - Deutsch: Entdecker. In: Isaac Asimov: Das Ende der Dinosaurier. Pabel Terra TB #289, 1973.
- Someday (in: Infinity Science Fiction, August 1956)
  - Deutsch: Der Märchenerzähler. In: Isaac Asimov: Geliebter Roboter. Heyne SF&F #3066, 1966. Auch als: Eines Tages. In: Isaac Asimov: Alle Roboter-Geschichten. Bastei Lübbe Paperback #28101, 1982, ISBN 3-404-28101-2.
- Pâté de Foie Gras (in: Astounding Science Fiction, September 1956)
  - Deutsch: Projekt Gans. In: Isaac Asimov: 10 SF-Kriminalgeschichten. Übersetzt von Wulf H. Bergner. Heyne SF&F #3135, 1969. Auch als: Gänseleberpastete. In: Isaac Asimov: Cosmos Utopia. Bastei-Verlag Lübbe (Bastei-Lübbe Paperback #28165), Bergisch Gladbach 1988, ISBN 3-404-28165-9.
- The Watery Place (in: Satellite Science Fiction, October 1956)
  - Deutsch: Sternstunde in Twin Gulch. In: Isaac Asimov: Geliebter Roboter. Heyne SF&F #3066, 1966.
- The Brazen Locked Room (in: The Magazine of Fantasy and Science Fiction, November 1956; auch: Gimmicks Three, 1979)
  - Deutsch: Das verschlossene Zimmer. In: Hans Joachim Alpers und Harald Pusch (Hrsg.): Isaac Asimov — der Tausendjahresplaner. Corian (Edition Futurum #2), 1984, ISBN 3-89048-202-3.

1957
- The Dust of Death (in: Venture Science Fiction Magazine, January 1957)
  - Deutsch: In der Atmosphärenkammer. In: Isaac Asimov: 10 SF-Kriminalgeschichten. Übersetzt von Wulf H. Bergner. Heyne SF&F #3135, 1969.
- Strikebreaker (in: Science Fiction Stories, January 1957; auch: Male Strikebreaker, 1957)
  - Deutsch: Streikbrecher. In: Isaac Asimov: Vergangene Zukunft. Pabel (Terra Taschenbuch #211), 1973. Auch als: Der Streikbrecher. In: Isaac Asimov: Roboterträume. Bastei Lübbe Paperback #28162, 1988, ISBN 3-404-28162-4.
- Let’s Get Together (in: Infinity Science Fiction, February 1957)
  - Deutsch: Laßt uns zusammenkommen. In: Isaac Asimov: Alle Roboter-Geschichten. Bastei Lübbe Paperback #28101, 1982, ISBN 3-404-28101-2.
- Blank! (in: Infinity Science Fiction, June 1957)
  - Deutsch: Nichts! In: Isaac Asimov: Das Ende der Dinosaurier. Pabel Terra TB #289, 1973.
- Does a Bee Care? (in: If, June 1957)
  - Deutsch: Die Larve. In: Isaac Asimov: Landung ohne Wiederkehr. Übersetzt von Walter Brumm. Pabel (Terra Taschenbuch #291), 1977. Auch als: Was kümmert es die Biene? In: Isaac Asimov: Roboterträume. Bastei Lübbe Paperback #28162, 1988, ISBN 3-404-28162-4.
- Profession (in: Astounding Science Fiction, July 1957)
  - Deutsch: Die Olympiade der Techniker. In: Isaac Asimov: Unendlichkeit × 5. Moewig (Terra Taschenbuch #109), 1966. Auch als: Der Schützling des Planeten. In: Der Schützling des Planeten / Den Sternen entgegen. Pabel (Utopia Zukunftsroman #592), 1968.
- A Woman’s Heart (in: Satellite Science Fiction, June 1957)
- A Loint of Paw (in: The Magazine of Fantasy and Science Fiction, August 1957)
  - Deutsch: Ein Loch in der Zeit. In: Anthony Boucher (Hrsg.): 16 Science Fiction-Stories. Heyne-Anthologien #5, 1964.
- Ideas Die Hard (in: Galaxy Science Fiction, October 1957)
  - Deutsch: Ideen sterben langsam. In: Isaac Asimov: Wenn der Wind sich dreht. Bastei Lübbe Paperback #28119, 1984, ISBN 3-404-28119-5.
- I’m in Marsport Without Hilda (in: Venture Science Fiction Magazine, November 1957)
  - Deutsch: Ohne Hilda in Marsport. In: Isaac Asimov: 10 SF-Kriminalgeschichten. Übersetzt von Wulf H. Bergner. Heyne SF&F #3135, 1969.
- The Gentle Vultures (in: Super-Science Fiction, December 1957)
  - Deutsch: Die rücksichtsvollen Geier. In: Isaac Asimov: Unendlichkeit × 5. Moewig (Terra Taschenbuch #109), 1966.
- Insert Knob A in Hole B (in: The Magazine of Fantasy and Science Fiction, December 1957)
  - Deutsch: Die Gebrauchsanweisung. In: Isaac Asimov: Vergangene Zukunft. Pabel (Terra Taschenbuch #211), 1973.

1958
- S as in Zebatinsky (in: Star Science Fiction, January 1958; auch: Spell My Name with an S, 1959)
  - Deutsch: Der Fall Sebatinsky. In: Isaac Asimov: Unendlichkeit × 5. Moewig (Terra Taschenbuch #109), 1966. Auch als: Schreibt meinen Namen mit S. In: Isaac Asimov: Roboterträume. Bastei Lübbe Paperback #28162, 1988, ISBN 3-404-28162-4.
- The Feeling of Power (in: If, February 1958)
  - Deutsch: Das Gefühl der Macht. In: Isaac Asimov: Roboterträume. Bastei Lübbe Paperback #28162, 1988, ISBN 3-404-28162-4.
- Silly Asses (in: Future Science Fiction, #35, February 1958)
  - Deutsch: Dumme Esel. In: Isaac Asimov: Landung ohne Wiederkehr. Übersetzt von Walter Brumm. Pabel (Terra Taschenbuch #291), 1977.
- Buy Jupiter! (in: Venture Science Fiction Magazine, May 1958)
  - Deutsch: Der verkaufte Planet. In: Wulf H. Bergner (Hrsg.): Der verkaufte Planet. Heyne SF&F #3255, 1971. Auch als: Kaufen Sie Jupiter. In: Isaac Asimov: Landung ohne Wiederkehr. Übersetzt von Walter Brumm. Pabel (Terra Taschenbuch #291), 1977. Auch als: Angeblich zahlt es sich aus. In: Isaac Asimov, Martin H. Greenberg und Joseph D. Olander (Hrsg.): Feuerwerk der SF. Goldmann (Edition '84: Die positiven Utopien #8), 1984, ISBN 3-442-08408-3.
- The Up-to-Date Sorcerer (in: The Magazine of Fantasy and Science Fiction, July 1958)
  - Deutsch: Der moderne Zauberer. In: Isaac Asimov: Vergangene Zukunft. Pabel (Terra Taschenbuch #211), 1973.
- Lastborn (in: Galaxy Science Fiction, September 1958; auch: The Ugly Little Boy, 1959)
  - Deutsch: Die Mutter des Neandertalers. In: Isaac Asimov: Unendlichkeit × 5. Moewig (Terra Taschenbuch #109), 1966. Auch als: Der häßliche kleine Junge. In: Isaac Asimov, Martin H. Greenberg und Joseph D. Olander (Hrsg.): Faszination der Science Fiction. Bastei Lübbe Science Fiction Special #24068, 1985, ISBN 3-404-24068-5.

1959
- A Statue for Father (in: Satellite Science Fiction, February 1959)
  - Deutsch: Ein Denkmal für Vater. In: Isaac Asimov: Landung ohne Wiederkehr. Übersetzt von Walter Brumm. Pabel (Terra Taschenbuch #291), 1977.
- Unto the Fourth Generation (in: The Magazine of Fantasy and Science Fiction, April 1959; auch: Unto the Fourth Generation…, 1964)
  - Deutsch: Bis in die vierte Generation. In: Isaac Asimov: Vergangene Zukunft. Pabel (Terra Taschenbuch #211), 1973. Auch als: Die vierte Generation. In: Isaac Asimov: Die Asimov-Chronik: Die vierte Generation. Heyne Allgemeine Reihe #8228, 1991, ISBN 3-453-04839-3.
- Obituary (in: The Magazine of Fantasy and Science Fiction, August 1959)
  - Deutsch: Nachruf für Lancelot. In: Isaac Asimov: 10 SF-Kriminalgeschichten. Übersetzt von Wulf H. Bergner. Heyne SF&F #3135, 1969.
- Rain, Rain, Go Away (in: Fantastic Universe, September 1959)
  - Deutsch: Hilfe, es regnet. In: Isaac Asimov: Landung ohne Wiederkehr. Übersetzt von Walter Brumm. Pabel (Terra Taschenbuch #291), 1977.

1960
- The Covenant (in: Fantastic Science Fiction Stories, July 1960; Teil 2 von 5, andere Teile von Poul Anderson, Robert Sheckley, Murray Leinster und Robert Bloch)

1961
- Playboy and the Slime God (in: Amazing Stories, March 1961; auch: What Is This Thing Called Love?, 1969)
  - Deutsch: Was man so Liebe nennt. In: Jürgen vom Scheidt (als Thomas Landfinder) (Hrsg.): Liebe 2002. Bärmeier & Nikel, 1971. Auch als: Was ist es, das man Liebe nennt? In: Isaac Asimov: Vergangene Zukunft. Pabel (Terra Taschenbuch #211), 1973. Auch als: Liebe – was ist das? In: Michel Parry und Milton Subotsky (Hrsg.): Sex im 21. Jahrhundert. Goldmann Science Fiction #23393, 1982, ISBN 3-442-23393-3.

1962
- Star Light (in: Scientific American, October 1962)
  - Deutsch: Die Nova. In: Isaac Asimov: 10 SF-Kriminalgeschichten. Übersetzt von Wulf H. Bergner. Heyne SF&F #3135, 1969. Auch als: Sternenlicht. In: Ulrike Becker und Claus Varrelmann (Hrsg.): Science Fiction Stories = Science Fiction Erzählungen. dtv zweisprachig, 1993, ISBN 3-423-09308-0.

1963
- My Son, the Physicist! (in: The Magazine of Fantasy and Science Fiction, April 1963; auch: My Son, the Physicist, 1969)
  - Deutsch: Signale vom Pluto. In: Charlotte Winheller (Hrsg.): Signale vom Pluto. Heyne Allgemeine Reihe #248, 1963. Auch als: Mein Sohn, der Physiker. In: Isaac Asimov: Vergangene Zukunft. Pabel (Terra Taschenbuch #211), 1973.
- T-Formation (in: The Magazine of Fantasy and Science Fiction, August 1963)
  - Deutsch: Die T-Ordnung. In: Isaac Asimov: Die Asimov-Chronik: Die vierte Generation. Heyne Allgemeine Reihe #8228, 1991, ISBN 3-453-04839-3.

1964
- Author! Author! (1964, in: Donald R. Bensen (Hrsg.): The Unknown Five)
  - Deutsch: Des Meisters Meister. In: Donald R. Bensen (Hrsg.): Ullstein Kriminalmagazin #11. Ullstein Bücher #1183, 1968.

1965
- Eyes Do More Than See (in: The Magazine of Fantasy and Science Fiction, April 1965)
  - Deutsch: Augen, die nicht nur sehen. In: Isaac Asimov: Vergangene Zukunft. Pabel (Terra Taschenbuch #211), 1973.
- Founding Father (in: Galaxy Magazine, October 1965)
  - Deutsch: Das letzte Mittel. In: Walter Ernsting (Hrsg.): Galaxy 9. Heyne SF&F #3103, 1967. Auch als: Landung ohne Wiederkehr. In: Isaac Asimov: Landung ohne Wiederkehr. Übersetzt von Walter Brumm. Pabel (Terra Taschenbuch #291), 1977. Auch als: Gründervater. In: Charles G. Waugh und Martin H. Greenberg (Hrsg.): Sternenschiffe (2). Ullstein Science Fiction & Fantasy #31145, 1987, ISBN 3-548-31145-8.
- The Man Who Made the 21st Century (in: Boys’ Life, October 1965)

1966
- The Prime of Life (in: The Magazine of Fantasy and Science Fiction, October 1966)
  - Deutsch: Im besten Mannesalter. In: Isaac Asimov: Der Zweihundertjährige. Übersetzt von Elisabeth Simon. Heyne SF&F #3621, 1978, ISBN 3-453-30531-0.

1967
- The Billiard Ball (in: If, March 1967)
  - Deutsch: Energie aus dem Nichts. In: Isaac Asimov: 10 SF-Kriminalgeschichten. Übersetzt von Wulf H. Bergner. Heyne SF&F #3135, 1969. Auch als: Der Billardball. In: Edwin Orthmann (Hrsg.): Die Ypsilon-Spirale. Neues Leben (Wissenschaftlich-phantastische Erzählungen aus aller Welt), 1973. Auch als: Die Billardkugel. In: Science-Fiction-Stories 33. Ullstein 2000 #61 (3021), 1974, ISBN 3-548-03021-1. Auch als: Das Nullfeld. In: Isaac Asimov: Wenn die Sterne verlöschen. Übersetzt von Jürgen Saupe. Pabel (Terra Taschenbuch #264), 1975.

1968
- Exile to Hell (in: Analog Science Fiction → Science Fact, May 1968)
  - Deutsch: Verbannungsort Hölle. In: Isaac Asimov: Landung ohne Wiederkehr. Übersetzt von Walter Brumm. Pabel (Terra Taschenbuch #291), 1977. Auch als: Exil in der Hölle. In: Isaac Asimov: Die Asimov-Chronik: Die Menschheit wird gerettet. Heyne Allgemeine Reihe #8358, 1992, ISBN 3-453-05287-0.
- The Proper Study (in: Boys’ Life, September 1968)
  - Deutsch: Das geeignete Studium. In: Isaac Asimov: Landung ohne Wiederkehr. Übersetzt von Walter Brumm. Pabel (Terra Taschenbuch #291), 1977.
- Segregationist (in: The Magazine of Fantasy and Science Fiction, October 1968)
  - Deutsch: Ein Herz aus Metall. In: Wulf H. Bergner (Hrsg.): Im Angesicht der Sonne. Heyne SF&F #3145, 1969. Auch als: Der Außenseiter. In: Isaac Asimov: Der Todeskanal. Pabel (Terra Taschenbuch #209), 1973.
- The Holmes-Ginsbook Device (in: If, December 1968)
  - Deutsch: Die Holmes-Ginsbuch-Erfindung. In: Hans Joachim Alpers und Harald Pusch (Hrsg.): Isaac Asimov — der Tausendjahresplaner. Corian (Edition Futurum #2), 1984, ISBN 3-89048-202-3.

1970
- Waterclap (in: If, April 1970)
  - Deutsch: Projekt große Welt. In: Science-Fiction-Stories 48. Ullstein 2000 #91 (3139), 1975, ISBN 3-548-03139-0. Auch als: Der Wasserschlag. In: Isaac Asimov: Der Zweihundertjährige. Übersetzt von Elisabeth Simon. Heyne SF&F #3621, 1978, ISBN 3-453-30531-0. Auch als: Wasserschlag. In: Science-Fiction-Stories 77. Ullstein Science Fiction & Fantasy #31004, 1979, ISBN 3-548-31004-4.
- A Problem of Numbers (in: Ellery Queen's Mystery Magazine, May 1970; auch: As Chemist to Chemist, 1978)
  - Deutsch: Ein Zahlenrätsel. In: Isaac Asimov: Die Asimov-Chronik: Die Menschheit wird gerettet. Heyne Allgemeine Reihe #8358, 1992, ISBN 3-453-05287-0.
- 2430 A.D. (in: Think, October 1970)
  - Deutsch: 2430 n. Chr. In: Isaac Asimov: Landung ohne Wiederkehr. Übersetzt von Walter Brumm. Pabel (Terra Taschenbuch #291), 1977.

1972
- The Greatest Asset (in: Analog Science Fiction/Science Fact, January 1972)
  - Deutsch: Der größte Aktivposten. In: Isaac Asimov: Landung ohne Wiederkehr. Übersetzt von Walter Brumm. Pabel (Terra Taschenbuch #291), 1977.
- The Mirror Image (in: Analog Science Fiction/Science Fact, May 1972)
  - Deutsch: Spiegelbild. In: Isaac Asimov: Best of Asimov. Übersetzt von Barbara Heidkamp und Jürgen Saupe. Bastei Lübbe Paperback #28113, 1983, ISBN 3-404-28113-6.
- Take a Match (1972, in: Robert Silverberg (Hrsg.): New Dimensions II: Eleven Original Science Fiction Stories)
  - Deutsch: Der rettende Gedanke. In: Isaac Asimov: Landung ohne Wiederkehr. Übersetzt von Walter Brumm. Pabel (Terra Taschenbuch #291), 1977.

1973
- Light Verse (in: The Saturday Evening Post, September / October, 1973)
  - Deutsch: Lichtpoesie. In: Isaac Asimov: Landung ohne Wiederkehr. Übersetzt von Walter Brumm. Pabel (Terra Taschenbuch #291), 1977. Auch als: Lichtverse. In: Isaac Asimov: Alle Roboter-Geschichten. Bastei Lübbe Paperback #28101, 1982, ISBN 3-404-28101-2.

1974
- The Dream (in: The Saturday Evening Post, January 1974)
  - Deutsch: Auszug in: Isaac Asimov: Opus 200 Band 2. Übersetzt von Joachim Körber und Leni Sobez. Moewig Science Fiction #3678, 1984, ISBN 3-8118-3678-1.
- Benjamin’s Dream (in: The Saturday Evening Post, April, 1974)
- Big Game (1974, in: Isaac Asimov: Before the Golden Age)
- Party by Satellite (in: The Saturday Evening Post, May, 1974)
- Stranger in Paradise (1974, in: Worlds of If, May-June 1974 [UK])
  - Deutsch: Fremdling im Paradies. In: Isaac Asimov: Der Zweihundertjährige. Übersetzt von Elisabeth Simon. Heyne SF&F #3621, 1978, ISBN 3-453-30531-0.
- Benjamin’s Bicentennial Blast (in: The Saturday Evening Post, June / July, 1974)
- Half-Baked Publisher’s Delight (in: Worlds of If, July-August 1974; mit Jeffrey S. Hudson)
  - Deutsch: Titanenkampf. In: Science-Fiction-Stories 76. Ullstein Science Fiction & Fantasy #31002, 1979, ISBN 3-548-31002-8.
- That Thou Art Mindful of Him! (1974, in: Edward L. Ferman und Barry N. Malzberg (Hrsg.): Final Stage: The Ultimate Science Fiction Anthology)
  - Deutsch: Daß du seiner eingedenk bist. In: Isaac Asimov: Der Zweihundertjährige. Übersetzt von Elisabeth Simon. Heyne SF&F #3621, 1978, ISBN 3-453-30531-0. Auch als: … daß du seiner eingedenk bist. In: Isaac Asimov: Alle Roboter-Geschichten. Bastei Lübbe Paperback #28101, 1982, ISBN 3-404-28101-2. Auch als: Die Menschen und wir. In: Edward L. Ferman und Barry N. Malzberg (Hrsg.): Brennpunkt Zukunft 1. Ullstein Science Fiction & Fantasy #31039, 1982, ISBN 3-548-31039-7.

1975
- A Boy’s Best Friend (in: Boys’ Life, March 1975)
  - Deutsch: Der beste Freund eines Jungen. In: Isaac Asimov: Alle Roboter-Geschichten. Bastei Lübbe Paperback #28101, 1982, ISBN 3-404-28101-2.
- About Nothing (in: Science Fiction Review, August 1975)
  - Deutsch: Alles wegen Nichts. In: Isaac Asimov: Wenn der Wind sich dreht. Bastei Lübbe Paperback #28119, 1984, ISBN 3-404-28119-5.

1976
- The Winnowing (in: Analog Science Fiction/Science Fact, February 1976)
  - Deutsch: Worfeln. In: Isaac Asimov: Der Zweihundertjährige. Übersetzt von Elisabeth Simon. Heyne SF&F #3621, 1978, ISBN 3-453-30531-0.
- Birth of a Notion (in: Amazing Science Fiction, June 1976)
  - Deutsch: Geburt eines Begriffs. In: Isaac Asimov: Der Zweihundertjährige. Übersetzt von Elisabeth Simon. Heyne SF&F #3621, 1978, ISBN 3-453-30531-0.
- The Next Frontier? (in: National Geographic, July 1976)
- Marching In (1976, in: Isaac Asimov: The Bicentennial Man and Other Stories)
  - Deutsch: Marching in. In: Isaac Asimov: Der Zweihundertjährige. Übersetzt von Elisabeth Simon. Heyne SF&F #3621, 1978, ISBN 3-453-30531-0.
- Old-Fashioned (1976, in: Isaac Asimov: The Bicentennial Man and Other Stories)
  - Deutsch: Altmodisch. In: Isaac Asimov: Der Zweihundertjährige. Übersetzt von Elisabeth Simon. Heyne SF&F #3621, 1978, ISBN 3-453-30531-0.
- The Tercentenary Incident (1976, in: Isaac Asimov: The Bicentennial Man and Other Stories)
  - Deutsch: Der Zwischenfall bei der Dreihundertjahrfeier. In: Isaac Asimov: Der Zweihundertjährige. Übersetzt von Elisabeth Simon. Heyne SF&F #3621, 1978, ISBN 3-453-30531-0. Auch als: Zwischenfall bei der Dreihundertjahrfeier. In: Isaac Asimov: Alle Roboter-Geschichten. Bastei Lübbe Paperback #28101, 1982, ISBN 3-404-28101-2.
- Good Taste (Famous Science Fiction Chapbook Series #2, 1976)
  - Deutsch: Eine Geschmacksfrage. In: Birgit Reß-Bohusch (Hrsg.): Isaac Asimovs Science Fiction Magazin 1. Folge. Heyne SF&F #3608, 1978, ISBN 3-453-30515-9. Auch als: Guter Geschmack. In: Isaac Asimov: Wenn der Wind sich dreht. Bastei Lübbe Paperback #28119, 1984, ISBN 3-404-28119-5.

1977
- True Love (in: American Way Magazine, February 1977)
  - Deutsch: Wahre Liebe. In: Peter Wilfert (Hrsg.): Tor zu den Sternen. Goldmann Science Fiction #23400, 1981, ISBN 3-442-23400-X. Auch als: I can’t give you anything but love, baby! In: Isaac Asimov, Martin H. Greenberg und Joseph D. Olander (Hrsg.): Feuerwerk der SF. Goldmann (Edition '84: Die positiven Utopien #8), 1984, ISBN 3-442-08408-3.
- Think! (in: Isaac Asimov’s Science Fiction Magazine, Spring 1977)
  - Deutsch: Immerhin ein Anfang. In: Hans Joachim Alpers (Hrsg.): Countdown. Droemer Knaur (Knaur Science Fiction & Fantasy #5711), 1979, ISBN 3-426-05711-5. Auch als: Denke! In: Isaac Asimov: Alle Roboter-Geschichten. Bastei Lübbe Paperback #28101, 1982, ISBN 3-404-28101-2.
- Sure Thing (in: Isaac Asimov’s Science Fiction Magazine, Summer 1977)
  - Deutsch: Eine sichere Sache. In: Isaac Asimov: Wenn der Wind sich dreht. Bastei Lübbe Paperback #28119, 1984, ISBN 3-404-28119-5.

1978
- Found! (in: Omni, October 1978)
  - Deutsch: Entdeckt! In: Hans Joachim Alpers (Hrsg.): Bestien für Norn. Droemer Knaur (Knaur Science Fiction & Fantasy #5722), 1980, ISBN 3-426-05722-0. Auch als: Gefunden! In: Isaac Asimov: Wenn der Wind sich dreht. Bastei Lübbe Paperback #28119, 1984, ISBN 3-404-28119-5.
- Fair Exchange? (in: Asimov’s SF Adventure Magazine, Fall 1978)
  - Deutsch: Thespis. In: Helmut G. Gabriel (Hrsg.): Perry Rhodan Magazin 1980 / 12. Pabel Perry Rhodan Magazin #198012, 1980. Auch als: Fairer Tausch? In: Isaac Asimov: Wenn der Wind sich dreht. Bastei Lübbe Paperback #28119, 1984, ISBN 3-404-28119-5.

1979
- Strike! (in: Omni, January 1979)
- Nothing for Nothing (in: Isaac Asimov's Science Fiction Magazine, February 1979)
  - Deutsch: Nichts ist umsonst. In: Birgit Reß-Bohusch (Hrsg.): Isaac Asimovs Science Fiction Magazin 5. Folge. Heyne SF&F #3735, 1980, ISBN 3-453-30638-4. Auch als: Nichts für Nichts. In: Isaac Asimov: Wenn der Wind sich dreht. Bastei Lübbe Paperback #28119, 1984, ISBN 3-404-28119-5.
- How It Happened (in: Asimov's SF Adventure Magazine, Spring 1979)
  - Deutsch: Hört, wie es geschah. In: Isaac Asimov: Wenn der Wind sich dreht. Bastei Lübbe Paperback #28119, 1984, ISBN 3-404-28119-5.

1980
- The Last Answer (in: Analog Science Fiction/Science Fact, January 1980)
  - Deutsch: Die Letzte Antwort. In: Peter Wilfert (Hrsg.): Tor zu den Sternen. Goldmann Science Fiction #23400, 1981, ISBN 3-442-23400-X. Auch als: Dumm gefragt … In: Isaac Asimov, Martin H. Greenberg und Joseph D. Olander (Hrsg.): Feuerwerk der SF. Goldmann (Edition '84: Die positiven Utopien #8), 1984, ISBN 3-442-08408-3.
- For the Birds (in: Isaac Asimov’s Science Fiction Magazine, May 1980)
  - Deutsch: Für die Vögel. In: Isaac Asimov: Wenn der Wind sich dreht. Bastei Lübbe Paperback #28119, 1984, ISBN 3-404-28119-5. Auch als: Nur Vögel brauchen Flügel. In: Kathleen Moloney und Shawna McCarthy (Hrsg.): Isaac Asimov präsentiert: Die Wunder der Welt. Heyne SF&F #4332, 1986, ISBN 3-453-31325-9.
- Death of a Foy (in: The Magazine of Fantasy & Science Fiction, October 1980)
  - Deutsch: Das Ende eines Foy. In: Isaac Asimov: Wenn der Wind sich dreht. Bastei Lübbe Paperback #28119, 1984, ISBN 3-404-28119-5.
- Heavenly Host (1980, in: Jill Bennett (Hrsg.): Skylark Science Fiction Stories)

1981
- Ignition Point! (in: Finding the Right Speaker, 1981.)
  - Deutsch: Initialzündung! In: Isaac Asimov: Wenn der Wind sich dreht. Bastei Lübbe Paperback #28119, 1984, ISBN 3-404-28119-5.
- Lest We Remember (in: Isaac Asimov's Science Fiction Magazine, February 15, 1982)
  - Deutsch: Vergißesnicht. In: Friedel Wahren (Hrsg.): Isaac Asimovs Science Fiction Magazin 15. Folge. Heyne SF&F #3913, 1982, ISBN 3-453-30839-5. Auch als: Laßt uns erinnern. In: Isaac Asimov: Wenn der Wind sich dreht. Bastei Lübbe Paperback #28119, 1984, ISBN 3-404-28119-5. Auch als: Vergiß, wenn du leben willst. In: Isaac Asimov: Roboterträume. Bastei Lübbe Paperback #28162, 1988, ISBN 3-404-28162-4. Auch als: Lasst uns erinnern. In: Isaac Asimov: Wenn der Wind sich dreht. Übersetzt von Rosemarie Hundertmarck und Bodo Baumann. Bastei Lübbe (Bastei-Lübbe SF Abenteuer #23307), Bergisch Gladbach 2007, ISBN 978-3-404-23307-6.
- The Last Shuttle (in: Today, April 1981)
  - Deutsch: Die Letzte Raumfähre. In: Isaac Asimov: Wenn der Wind sich dreht. Bastei Lübbe Paperback #28119, 1984, ISBN 3-404-28119-5.
- A Perfect Fit (in: EDN, 14 October 1981)
  - Deutsch: Angemessen. In: Isaac Asimov: Wenn der Wind sich dreht. Bastei Lübbe Paperback #28119, 1984, ISBN 3-404-28119-5.

1982
- The Winds of Change (1982, in: Isaac Asimov und Alice Laurance: Speculations)
  - Deutsch: Wenn der Wind sich dreht. In: Isaac Asimov: Wenn der Wind sich dreht. Bastei Lübbe Paperback #28119, 1984, ISBN 3-404-28119-5. Auch als: Die Zeiten ändern sich. In: Isaac Asimov und Alice Laurance: Spekulationen. Heyne SF&F #4274, 1986, ISBN 3-453-31254-6.
- The Super Runner (in: Runner’s World, October 1982)

1983
- To Tell at a Glance (1983, in: Isaac Asimov: The Winds of Change and Other Stories)
  - Deutsch: Auf einen Blick. In: Isaac Asimov: Wenn der Wind sich dreht. Bastei Lübbe Paperback #28119, 1984, ISBN 3-404-28119-5.
- Halloween (1983, in: Carol-Lynn Rössel Waugh, Martin H. Greenberg und Isaac Asimov: 13 Horrors of Halloween)

1984
- The Ten-Second Election (in: Omni, November 1984)

1987
- Getting Even (1987, in: George H. Scithers und Darrell Schweitzer (Hrsg.): Tales from the Spaceport Bar)
- The Little Things (1987, in: Isaac Asimov: The Best Mysteries of Isaac Asimov)
  - Deutsch: Die kleinen Dinge. In: Martin H. Greenberg, Isaac Asimov und Joseph D. Olander: Isaac Asimov präsentiert 100 kleine, böse Krimis. Bastei Lübbe Paperback #28133, 1985, ISBN 3-404-28133-0.
- Nothing Might Happen (1987, in: Isaac Asimov: The Best Mysteries of Isaac Asimov)
- The Fable of the Three Princes (1987, in: Jane Yolen, Martin H. Greenberg und Charles G. Waugh (Hrsg.): Spaceships and Spells)
  - Deutsch: Das Märchen von den drei Prinzen. In: Isaac Asimov: Zauberland. Übersetzt von Rainer Gladys, Uwe Brinkmann, Mona Gabriel, Robert Heilmeier, Axel Merz, Barbara Röhl und Uwe Voehl. Bastei-Verlag Lübbe (Bastei-Lübbe Fantasy #20308), Bergisch Gladbach 1997, ISBN 3-404-20308-9.

1988
- The Turning Point (1988, in: Rob Meades und David B. Wake (Hrsg.): The Drabble Project)
- I Love Little Pussy (in: Isaac Asimov’s Science Fiction Magazine, November 1988)
  - Deutsch: Ich liebe Miezchen. In: Isaac Asimov: Die Asimov-Chronik: Die Menschheit wird gerettet. Heyne Allgemeine Reihe #8358, 1992, ISBN 3-453-05287-0.
- Christmas Without Rodney (in: Isaac Asimov’s Science Fiction Magazine, Mid-December 1988)
  - Deutsch: Weihnachten ohne Rodney. In: Isaac Asimov: Robotervisionen. Übersetzt von Marcel Bieger, Ingrid Herrmann und Fredy Köpsell. Bastei-Verlag Lübbe (Bastei-Lübbe Paperback #28204), Bergisch Gladbach 1992, ISBN 3-404-28204-3.

1989
- The Smile of the Chipper (in: Isaac Asimov’s Science Fiction Magazine, April 1989)
  - Deutsch: Das Lächeln des Chippers. In: Isaac Asimov: Gold. Bastei-Verlag Lübbe (Bastei-Lübbe SF Special #24206), Bergisch Gladbach 1995, ISBN 3-404-24206-8.
- Star Empire (in: Argosy, V1 #1, April 1989)
- Too Bad! (1989, in: Byron Preiss (Hrsg.): The Microverse)
  - Deutsch: Zu schade! In: Isaac Asimov: Robotervisionen. Übersetzt von Marcel Bieger, Ingrid Herrmann und Fredy Köpsell. Bastei-Verlag Lübbe (Bastei-Lübbe Paperback #28204), Bergisch Gladbach 1992, ISBN 3-404-28204-3.

1990
- Robot Visions (1990, in: Isaac Asimov: Robot Visions)
  - Deutsch: Robotervisionen. In: Isaac Asimov: Robotervisionen. Übersetzt von Marcel Bieger, Ingrid Herrmann und Fredy Köpsell. Bastei-Verlag Lübbe (Bastei-Lübbe Paperback #28204), Bergisch Gladbach 1992, ISBN 3-404-28204-3.
- Fault-Intolerant (in: Isaac Asimov’s Science Fiction Magazine, May 1990)
  - Deutsch: Fehlertoleranz. In: Isaac Asimov: Gold. Bastei-Verlag Lübbe (Bastei-Lübbe SF Special #24206), Bergisch Gladbach 1995, ISBN 3-404-24206-8.
- Latter-Day Martian Chronicles (in: Omni, July 1990; auch: In the Canyon, 1995)
  - Deutsch: Der Canyon. In: Isaac Asimov: Gold. Bastei-Verlag Lübbe (Bastei-Lübbe SF Special #24206), Bergisch Gladbach 1995, ISBN 3-404-24206-8.
- Kid Brother (in: Isaac Asimov’s Science Fiction Magazine, Mid-December 1990)
  - Deutsch: Der kleine Bruder. In: Isaac Asimov: Gold. Bastei-Verlag Lübbe (Bastei-Lübbe SF Special #24206), Bergisch Gladbach 1995, ISBN 3-404-24206-8.

1991
- Gold (in: Analog Science Fiction and Fact, September 1991)
  - Deutsch: Gold. In: Isaac Asimov: Gold. Bastei-Verlag Lübbe (Bastei-Lübbe SF Special #24206), Bergisch Gladbach 1995, ISBN 3-404-24206-8.
- Frustration (1991, in: Harry Harrison und Bruce McAllister (Hrsg.): There Won’t Be War)
  - Deutsch: Frustration. In: Isaac Asimov: Gold. Bastei-Verlag Lübbe (Bastei-Lübbe SF Special #24206), Bergisch Gladbach 1995, ISBN 3-404-24206-8.
- Prince Delightful and the Flameless Dragon (1991, in: Lester del Rey und Risa Kessler (Hrsg.): Once Upon a Time: A Treasury of Modern Fairy Tales)
  - Deutsch: Prinz Wunderfein und der Drache, der kein Feuer spie. In: Lester Del Rey und Rita Kessler (Hrsg.): Das große Märchen-Lesebuch der Fantasy. Goldmann Fantasy #24570, 1992, ISBN 3-442-24570-2. Auch als: Prinz Wunderbar und der Drache, der kein Feuer speien konnte. In: Isaac Asimov: Zauberland. Übersetzt von Rainer Gladys, Uwe Brinkmann, Mona Gabriel, Robert Heilmeier, Axel Merz, Barbara Röhl und Uwe Voehl. Bastei-Verlag Lübbe (Bastei-Lübbe Fantasy #20308), Bergisch Gladbach 1997, ISBN 3-404-20308-9.

1992
- Cleon the Emperor (in: Isaac Asimov’s Science Fiction Magazine, April 1992)

1993
- The Consort (in: Asimov’s Science Fiction, April 1993)

1995 (postum)
- Alexander the God (1995, in: Isaac Asimov: Gold: The Final Science Fiction Collection)
  - Deutsch: Alexander der Gott. In: Isaac Asimov: Gold. Bastei-Verlag Lübbe (Bastei-Lübbe SF Special #24206), Bergisch Gladbach 1995, ISBN 3-404-24206-8.
- Battle-Hymn (1995, in: Isaac Asimov: Gold: The Final Science Fiction Collection)
  - Deutsch: Kampflied. In: Isaac Asimov: Gold. Bastei-Verlag Lübbe (Bastei-Lübbe SF Special #24206), Bergisch Gladbach 1995, ISBN 3-404-24206-8.
- Feghoot and the Courts (1995, in: Isaac Asimov: Gold: The Final Science Fiction Collection)
  - Deutsch: Feghoot und das Hohe Gericht. In: Isaac Asimov: Gold. Bastei-Verlag Lübbe (Bastei-Lübbe SF Special #24206), Bergisch Gladbach 1995, ISBN 3-404-24206-8.
- Hallucination (1995, in: Isaac Asimov: Gold: The Final Science Fiction Collection)
  - Deutsch: Halluzinationen. In: Isaac Asimov: Gold. Bastei-Verlag Lübbe (Bastei-Lübbe SF Special #24206), Bergisch Gladbach 1995, ISBN 3-404-24206-8.
- The Nations in Space (1995, in: Isaac Asimov: Gold: The Final Science Fiction Collection)
  - Deutsch: Nationen im All – Ein modernes Märchen. In: Isaac Asimov: Gold. Bastei-Verlag Lübbe (Bastei-Lübbe SF Special #24206), Bergisch Gladbach 1995, ISBN 3-404-24206-8.

## Anthologien

### Anthologiereihen
The Hugo Winners
- 1 The Hugo Winners (1962)
  - Deutsch: Das Forschungsteam. Heyne (Bibliothek der Science Fiction Literatur #13), 1982, ISBN 3-453-30804-2.
- 2 The Hugo Winners, Volume 2 (1971; auch: The Hugo Winners Volume One 1962-1967, 1973; auch: The Hugo Winners Volume Two 1968-1970, 1973)
- 3 The Hugo Winners, Volume 3 (1977)
- 4 The Hugo Winners: Volume 4 (1985)
- 5 The Hugo Winners, Volume 5: 1980-1982 (1986)
- The Hugo Winners, Volumes One and Two (Sammelausgabe von 1 und 2; 1972)
- More Stories from the Hugo Winners, Volume II (1973; auch: More Stories from the Hugo Winners, Volume 2, 1980)
- Stories from the Hugo Winners, Volume 2 (1973)
- The Hugo Winners, Volume Three, Part One: 1970-1972 (1979)
- The Hugo Winners, Volume Three, Part Three: 1974-1975 (1979)
- The Hugo Winners, Volume Three, Part Two: 1973 (1979)
- The Super Hugos (1992)

The Great SF Stories (mit Martin H. Greenberg)
- 1 The Great Science Fiction Stories Volume 1, 1939 (1979; auch: Great Science Fiction Stories of 1939, 2001)
  - Deutsch: Die besten Stories von 1939. Moewig (Playboy Science Fiction #6727), 1982, ISBN 3-8118-6727-X.
- 2 The Great Science Fiction Stories Volume 2, 1940 (1979; auch: Great Science Fiction Stories of 1940, 2002)
  - Deutsch: Die besten Stories von 1940. Moewig (Playboy Science Fiction #6711), 1980, ISBN 3-8118-6711-3.
- 3 The Great Science Fiction Stories Volume 3, 1941 (1980)
  - Deutsch: Die besten Stories von 1941. Moewig (Playboy Science Fiction #6713), 1981, ISBN 3-8118-6713-X.
- 4 The Great Science Fiction Stories Volume 4, 1942 (1980)
  - Deutsch: Die besten Stories von 1942. Moewig (Playboy Science Fiction #6717), 1981, ISBN 3-8118-6717-2.
- 5 The Great Science Fiction Stories Volume 5, 1943 (1981)
  - Deutsch: Die besten Stories von 1943. Übersetzt von Rosemarie Hundertmarck. Moewig (Playboy Science Fiction #6724), 1982, ISBN 3-8118-6724-5.
- 6 The Great Science Fiction Stories Volume 6, 1944 (1981)
  - Deutsch: Science Fiction aus den goldenen Jahren. Heyne SF&F #4600, 1989, ISBN 3-453-03452-X.
- 7 The Great Science Fiction Stories Volume 7, 1945 (1982)
- 8 The Great Science Fiction Stories Volume 8, 1946 (1982)
- 9 The Great Science Fiction Stories Volume 9, 1947 (1983)
- 10 The Great Science Fiction Stories Volume 10, 1948 (1983)
- 11 The Great Science Fiction Stories Volume 11, 1949 (1984)
- 12 The Great SF Stories 12 (1950) (1984)
- 13 The Great SF Stories 13 (1951) (1985)
- 14 The Great SF Stories 14 (1952) (1986)
- 15 The Great SF Stories 15 (1953) (1986)
- 16 The Great SF Stories 16 (1954) (1987)
- 17 The Great SF Stories 17 (1955) (1988)
- 18 The Great SF Stories 18 (1956) (1988)
- 19 The Great SF Stories 19 (1957) (1989)
- 20 The Great SF Stories 20 (1958) (1990)
- 21 The Great SF Stories 21 (1959) (1990)
- 22 The Great SF Stories 22 (1960) (1991)
- 23 The Great SF Stories 23 (1961) (1991)
- 24 The Great SF Stories 24 (1962) (1992)
- 25 The Great SF Stories 25 (1963) (1992)

Science Fiction Shorts (mit Martin H. Greenberg und Charles G. Waugh)
- Travels Through Time (1981)
- After the End (1982)
- Earth Invaded (1982)
- Mad Scientists (1982)
- Mutants (1982)
- Thinking Machines (1982)
- Tomorrow’s TV (1982)
- Wild Inventions (1982)
- Bug Awful (1984)
- Children of the Future (1984)
- The Immortals (1984)
- Time Warps (1984)

Golden Years of SF (mit Martin H. Greenberg)
- 1 Isaac Asimov Presents The Golden Years of Science Fiction (1983)
- 2 Isaac Asimov Presents The Golden Years of Science Fiction: Second Series (1983)
- 3 Isaac Asimov Presents The Golden Years of Science Fiction: Third Series (1984)
- 4 The Golden Years of Science Fiction: Fourth Series (1984)
- 5 The Golden Years of Science Fiction: Fifth Series (1985)
- 6 Isaac Asimov Presents the Golden Years of Science Fiction: Sixth Series (1988)

Isaac Asimov’s Wonderful Worlds of Science Fiction (mit Martin H. Greenberg und Charles G. Waugh)
- 1 Intergalactic Empires (1983)
- 2 The Science Fictional Olympics (1984)
- 3 Supermen (1984)
- 4 Comets (1986)
- 5 Tin Stars (1986)
- 7 Space Shuttles (1987)
- 8 Monsters (1988)
- 9 Robots (1989; außerdem mit Karen A. Frenkel)
  - Deutsch: Roboter – Maschinen wie Menschen. Lübbe (Bastei-Lübbe Paperback #28156), Bergisch Gladbach 1987, ISBN 3-404-28156-X.
- 10 Invasions (1990)

Isaac Asimov’s Magical Worlds of Fantasy (mit Martin H. Greenberg und Charles G. Waugh)
- 1 Wizards (1983)
- 2 Witches (1984)
- 3 Cosmic Knights (1985)
- 4 Spells (1985)
- 5 Isaac Asimov’s Magical Worlds of Fantasy 5: Giants (1985)
- 6 Isaac Asimov’s Magical Worlds of Fantasy # 6: Mythical Beasties (1986; auch: Mythic Beasts, 1988)
- 7 Isaac Asimov’s Magical Worlds of Fantasy # 7: Magical Wishes (1986)
- 8 Isaac Asimov’s Magical Worlds of Fantasy #8: Devils (1987)
- 9 Isaac Asimov’s Magical Worlds of Fantasy # 9: Atlantis (1988)
- 10 Isaac Asimov’s Magical Worlds of Fantasy #10: Ghosts (1988)
- 11 Isaac Asimov’s Magical Worlds of Fantasy #11: Curses (1989)
- 12 Faeries (1991)
- Isaac Asimov’s Magical Worlds of Fantasy: Witches & Wizards (Sammelausgabe von 1–2; 1985)

Young… (mit Martin H. Greenberg und Charles G. Waugh)
- Young Extraterrestrials (1984; auch: Asimov’s Extraterrestrials, 1986; auch: Extraterrestrials, 1988)
- Young Mutants (1984; auch: Asimov’s Mutants, 1986; auch: Mutants, 1988)
- Young Ghosts (1985; auch: Asimov’s Ghosts, 1986)
- Young Monsters (1985; auch: Asimov’s Monsters, 1986)
- Young Star Travelers (1986)
- Young Witches & Warlocks (1987)
- Asimov’s Ghosts & Monsters (1988)

The Mammoth Book of … Science Fiction (mit Martin H. Greenberg und Charles G. Waugh)
- The Mammoth Book of Classic Science Fiction: Short Novels of the 1930s (1988; auch: Great Tales of Classic Science Fiction, 1990)
- The Mammoth Book of Golden Age Science Fiction: Short Novels of the 1940s (1989; auch: Science Fiction: Classic Stories from the Golden Age of Science Fiction, 1991; auch: The Mammoth Book of Golden Age Science Fiction, 2007; auch: Great Tales of the Golden Age of Science Fiction, 1991)
- The Mammoth Book of Vintage Science Fiction: Short Novels of the 1950s (1990h)
- The Mammoth Book of New World Science Fiction: Short Novels of the 1960s (1991; auch: The Giant Book of New World SF: Short Novels of the 1960s, 1997)
- The Mammoth Book of Fantastic Science Fiction: Short Novels of the 1970s (1992)
- The Mammoth Book of Modern Science Fiction: Short Novels of the 1980s (1993)

The New Hugo Winners (mit Martin H. Greenberg)
- 1 The New Hugo Winners: Award-Winning Science Fiction Stories (1989)
- 2 The New Hugo Winners Volume II (1992)

### Einzelne Anthologien
- Fifty Short Science Fiction Tales (1963; mit Groff Conklin)
- Tomorrow’s Children (1966)
- Where Do We Go from Here? (1971; Ausgabe 1974 in zwei Bänden)
- Nebula Award Stories 8 (1973)
  - Deutsch: Das Treffen mit Medusa und andere „Nebula“-Preis-Stories 4. Übersetzt von Eva Malsch. Moewig (Playboy Science Fiction #6728), 1982, ISBN 3-8118-6728-8.
- Before the Golden Age (1974)
- 100 Great Science Fiction Short Short Stories (1978; mit Joseph D. Olander und Martin H. Greenberg)
- The Science Fictional Solar System (1979; mit Martin H. Greenberg und Charles G. Waugh)
- The 13 Crimes of Science Fiction (1979; mit Charles G. Waugh und Martin H. Greenberg)
- The Future in Question (1980; mit Martin H. Greenberg und Joseph D. Olander)
  - Deutsch: Fragezeichen Zukunft. Moewig (Playboy Science Fiction #6736), 1984, ISBN 3-8118-6736-9.
- Microcosmic Tales (1980; mit Joseph D. Olander und Martin H. Greenberg)
  - Deutsch: Feuerwerk der SF. Übersetzt von Tony Westermayr. Goldmann (Edition '84: Die positiven Utopien #8), 1984, ISBN 3-442-08408-3.
- The Seven Deadly Sins of Science Fiction (1980; mit Martin H. Greenberg und Charles G. Waugh)
  - Deutsch: Die 7 Todsünden der Science Fiction. Moewig (Playboy Science Fiction #6738), 1984, ISBN 3-8118-6738-5.
- The Future I (1981; mit Joseph D. Olander, Martin H. Greenberg)
- Isaac Asimov’s Science Fiction Treasury (1981; mit Martin H. Greenberg und Joseph D. Olander)
- Isaac Asimov Presents the Best Science Fiction of the 19th Century (1981; mit Martin H. Greenberg und Charles G. Waugh)
- Catastrophes! (1981; mit Martin H. Greenberg und Charles G. Waugh)
- The Seven Cardinal Virtues of Science Fiction (1981; mit Martin H. Greenberg und Charles G. Waugh)
- Fantastic Creatures (1981; mit Martin H. Greenberg und Charles G. Waugh)
- Space Mail, Volume II (1982; mit Charles G. Waugh und Martin H. Greenberg)
- Laughing Space (1982; mit Janet Asimov (als J. O. Jeppson))
- TV: 2000 (1982; mit Martin H. Greenberg und Charles G. Waugh)
- The Seven Deadly Sins and Cardinal Virtues of Science Fiction (1982, mit Charles G. Waugh und Martin H. Greenberg)
  - Deutsch: Faszination der Science Fiction. Bastei Lübbe Science Fiction Special #24068, 1985, ISBN 3-404-24068-5.
- Speculations (1982; mit Alice Laurance)
  - Deutsch: Spekulationen. Heyne SF&F #4274, 1986, ISBN 3-453-31254-6.
- Flying Saucers (1982; mit Martin H. Greenberg und Charles G. Waugh)
- Dragon Tales (1982; mit Martin H. Greenberg und Charles G. Waugh)
  - Deutsch: Drachenwelten. Heyne SF&F #4159, 1985, ISBN 3-453-31114-0.
- The Last Man on Earth (1982; mit Martin H. Greenberg und Charles G. Waugh)
- Science Fiction A to Z: A Dictionary of the Great S.F. Themes (1982; mit Martin H. Greenberg und Charles G. Waugh)
- Isaac Asimov Presents the Best Fantasy of the 19th Century (1982; mit Martin H. Greenberg und Charles G. Waugh)
  - Deutsch: Fantasy-Erzählungen des 19. Jahrhunderts. Heyne SF&F #4023, 1983, ISBN 3-453-31024-1.
- Space Mail (1982; mit Martin H. Greenberg und Joseph D. Olander)
  - Deutsch: Sternenpost. 3 Bände. Bd. 1: Sternenpost: 1. Zustellung. Moewig (Playboy Science Fiction #6733), 1983, ISBN 3-8118-6733-4. Bd. 2: Sternenpost: 2. Zustellung. Moewig (Playboy Science Fiction #6734), 1983, ISBN 3-8118-6734-2. Bd. 3: Sternenpost: 3. Zustellung. Moewig (Playboy Science Fiction #6735), 1984, ISBN 3-8118-6735-0.
- Tantalizing Locked Room Mysteries (1982; mit Martin H. Greenberg und Charles G. Waugh)
- Caught in the Organ Draft: Biology in Science Fiction (1983; mit Martin H. Greenberg und Charles G. Waugh)
- Hallucination Orbit: Psychology in Science Fiction (1983; mit Martin H. Greenberg und Charles G. Waugh)
- Isaac Asimov Presents the Best Horror and Supernatural of the 19th Century (1983; mit Charles G. Waugh und Martin H. Greenberg)
- The Science Fiction Weight-Loss Book (1983; mit Martin H. Greenberg und George R. R. Martin)
- 13 Horrors of Halloween (1983; mit Carol-Lynn Rössel Waugh und Martin H. Greenberg)
- Creations: The Quest for Origins in Story and Science (1983; mit Martin H. Greenberg und George Zebrowski)
- Computer Crimes and Capers (1983; mit Martin H. Greenberg und Charles G. Waugh)
- Those Amazing Electronic Thinking Machines!: An Anthology of Robot and Computer Stories (1983; mit Martin H. Greenberg und Charles G. Waugh)
- Machines That Think: The Best Science Fiction Stories About Robots and Computers (1984; auch: War With the Robots: 28 of the Best Short Stories by the Greatest Names in 20th Century Science Fiction, 1992; mit Patricia S. Warrick und Martin H. Greenberg)
- 100 Great Fantasy Short Short Stories (1984; mit Martin H. Greenberg und Terry Carr)
- Isaac Asimov Presents the Best Science Fiction Firsts (1984; mit Martin H. Greenberg und Charles G. Waugh)
- Murder on the Menu (1984; mit Carol-Lynn Rössel Waugh und Martin H. Greenberg)
- 13 Short Fantasy Novels (1984; auch: The Mammoth Book of Short Fantasy Novels, 1986; mit Martin H. Greenberg und Charles G. Waugh)
- Election Day 2084: Science Fiction Stories About the Future of Politics (1984; mit Martin H. Greenberg)
  - Deutsch: Wahltag 2090. Bastei Lübbe Paperback #28181, 1989, ISBN 3-404-28181-0.
- Sherlock Holmes Through Time and Space (1984; mit Martin H. Greenberg und Charles G. Waugh)
  - Deutsch: Mit Sherlock Holmes durch Raum und Zeit. Bd. 1: Übersetzt von Uwe Anton, Silvia Frehse und Ronald M. Hahn. Ullstein Science Fiction & Fantasy #31140, 1987, ISBN 3-548-31140-7. Bd. 2: Übersetzt von Uwe Anton. Ullstein Science Fiction & Fantasy #31141, 1987, ISBN 3-548-31141-5.
- Amazing Stories: 60 Years of the Best Science Fiction (1985; mit Martin H. Greenberg)
- Great Science Fiction: Stories by the World’s Great Scientists (1985; mit Martin H. Greenberg und Charles G. Waugh)
- 13 Short Science Fiction Novels (1985; auch: The Mammoth Book of Short Science Fiction Novels, 1986; mit Martin H. Greenberg und Charles G. Waugh)
- Science Fiction Masterpieces (1986)
- Beyond the Stars (1987)
- The Dark Void (1987)
- Encounters (1988; mit Martin H. Greenberg und Charles G. Waugh)
- The Twelve Frights of Christmas (1988; mit Martin H. Greenberg und Carol-Lynn Rössel Waugh)
- Visions of Fantasy: Tales from the Masters (1989; mit Martin H. Greenberg)
- Tales of the Occult (1989; mit Martin H. Greenberg und Charles G. Waugh)
- Cosmic Critiques: How & Why Ten Science Fiction Stories Work (1990; mit Ansen Dibell und Martin H. Greenberg)
- Starships (1990; mit Charles G. Waugh und Martin H. Greenberg)
  - Deutsch: Sternenschiffe. Übersetzt von Uwe Anton. 2 Bände. Bd. 1: Ullstein Science Fiction & Fantasy #31144, 1987, ISBN 3-548-31144-X. Bd. 2: Ullstein Science Fiction & Fantasy #31145, 1987, ISBN 3-548-31145-8.
- 100 Malicious Little Mysteries (1991; mit Martin H. Greenberg und Joseph D. Olander)
  - Deutsch: Isaac Asimov präsentiert 100 kleine, böse Krimis. Bastei Lübbe Paperback #28133, 1985, ISBN 3-404-28133-0.

## Sachliteratur

### Reihen
F&SF Essay Collections
- Fact and Fancy (1962)
- View from a Height (1963)
- Adding a Dimension: Seventeen Essays on the History of Science (1964)
  - Deutsch: Wege und Irrwege der Naturwissenschaft. Übersetzt von Hans-Joachim Flechtner. Deutsche Buch-Gemeinschaft, 1965.
- Of Time and Space and Other Things (1965)
  - Deutsch: Von Zeit und Raum : Menschliches Maß und kosmische Ordnung. Übersetzt von H. J. Wedler und Reinhard Grabowski. Schweizer Verlagshaus, 1977, ISBN 3-7263-6189-8.
- From Earth to Heaven: Seventeen Essays on Science (1966)
- The Solar System and Back (1970)
- The Stars in Their Courses (1971)
- The Left Hand of the Electron (1972)
  - Deutsch: Drehmomente : Verblüffende Aspekte der modernen Forschung. Übersetzt von Reinhard Grabowski. Schweizer Verlagshaus, 1975, ISBN 3-7263-6161-8.
- The Tragedy of the Moon (1973)
- Of Matters Great and Small (1975)
- The Planet That Wasn’t (1976)
- Science, Numbers, and I (1976)
  - Deutsch: Von der Wissenschaft und den Zahlen. Übersetzt von Franz Brungs. Heyne, 1970.
- Quasar, Quasar, Burning Bright (1978)
  - Deutsch: Quasar, Quasar, leuchte weit : Über Ansammlungen von Atomen, Menschen, Planeten, Sternen und Übersternen. Übersetzt von Reinhard Grabowski. Ullstein-Bücher #34022, Frankfurt am Main, Berlin, Wien 1980, ISBN 3-548-34022-9.
- The Road to Infinity (1979)
- The Sun Shines Bright (1981)
- Counting the Eons (1983)
- X Stands for Unknown (1984)
- The Subatomic Monster (1985)
- Far As Human Eye Could See (1987)
- The Relativity of Wrong (1988)
  - Deutsch: Wenn die Wissenschaft irrt … : Tatsachen und Spekulationen zu kosmischen Phänomenen. Übersetzt von Gisela Stobbe. Lübbe (Bastei-Lübbe-Taschenbuch #60258), Bergisch Gladbach 1990, ISBN 3-404-60258-7.
- Out of the Everywhere (1990)
- The Secret of the Universe (1991)

Frontiers (gesammelte Beiträge in der LA Times)
- 1 Frontiers: New Discoveries about Man and His Planet, Outer Space, and the Universe (1990)
  - Deutsch: Grenzfälle der Naturwissenschaften. Neue Entdeckungen über den Menschen, seinen Planeten und das Universum. Übersetzt von Johannes Schwab. Bertelsmann, 1992, ISBN 3-426-04838-8.
- 2 Frontiers II: More Recent Discoveries About Life, Earth, Space, and the Universe (1993; mit Janet Asimov)
  - Deutsch: Grenzfälle der Naturwissenschaften. Neue Entdeckungen über den Menschen, seinen Planeten und das Universum. Übersetzt von Johannes Schwab. Droemer Knaur, 1992, ISBN 3-426-04838-8.

### Einzeltitel
- The Chemicals of Life (1954)
- Races and People (1955; mit William C. Boyd)
- Inside the Atom (1956)
  - Deutsch: Atomwelt – Wunderwelt. Übersetzt von Heinz Gartmann. Union Verlag, Stuttgart 1957, DNB 450151921.
- Only a Trillion (1957; auch: Marvels of Science, 1962)
- Words of Science and the History Behind Them (1959)
- The Living River (1959)
  - Deutsch: Träger des Lebens : Die wundersame Geschichte von Wesen und Aufgabe des Blutes. Übersetzt von Margaret Auer. Brockhaus, Wiesbaden 1963, DNB 450152049.
- Realm of Numbers (1959)
- The Double Planet (1960)
- The Intelligent Man’s Guide to Science (1960; auch: The New Intelligent Man’s Guide to Science, 1965; auch: Asimov’s Guide to Science, 1972; auch: Asimov’s New Guide to Science, 1984)
  - Deutsch: Die exakten Geheimnisse unserer Welt. Übersetzt von Karl Heinz Siber. 2 Bände.
    - Bd. 1: Kosmos, Erde, Materie, Technik. Droemer Knaur, München 1985, ISBN 3-426-26227-4.
    - Bd. 2: Bausteine des Lebens. Droemer Knaur, München 1986, ISBN 3-426-26255-X, Taschenbuchausgabe 1988 in mehreren Auflagen, ISBN 3-426-03922-2
- Realm of Measure (1960)
- The Wellsprings of Life (1960)
- Realm of Algebra (1961)
- Words from the Myths (1961)
- The Genetic Code (1962)
- Life and Energy (1962)
- The Clock We Live On (1963)
- The Human Body: Its Structure and Operation (1963)
- Planets for Man (1964; mit Stephen H. Dole)
- The Human Brain (1964)
- A Short History of Biology (1964)
  - Deutsch: Geschichte der Biologie. Übersetzt von Helmut Siemon. Bücher des Wissens #940. Fischer, Frankfurt/Main 1968.
- A Short History of Chemistry (1965)
  - Deutsch: Kleine Geschichte der Chemie: Vom Feuerstein bis zur Kernspaltung. Übersetzt von Peter Cramer. Goldmanns Gelbe Taschenbücher #2448, 1969, DNB 455564868.
- The Noble Gases (1966)
- Please Explain (1966)
  - Deutsch: Auszug in: Isaac Asimov: Opus 200 Band 1. Übersetzt von Joachim Körber und Leni Sobez. Moewig Science Fiction #3658, 1984, ISBN 3-8118-3658-7.
- The Universe: From Flat Earth to Quasar (1966)
  - Deutsch: Weltall ohne Grenzen. Von der flachen Erde zum gekrümmten Raum. Übersetzt von Charlotte Franke. Brockhaus, 1968.
- The World of Carbon (1966)
- Environments Out There (1967)
- Is Anyone There? (1967)
- To the Ends of the Universe (1967)
- Stars (1968)
- The Near East: 10,000 Years of History (1968)
- The Shaping of England (1969)
- Twentieth Century Discovery (1969)
  - Deutsch: Sternstunden der Forschung : Die grossen naturwissenschaftlichen Entdeckungen unseres Jahrhunderts. Übersetzt von Brigitte Weitbrecht. Deutsche Verlagsanst., Stuttgart 1971, ISBN 3-421-02241-0.
- Understand Physics: Light, Magnetism, and Electricity (1969)
- Understand Physics: Motion, Sound, and Heat (1969)
- Understand Physics: The Electron, Proton, and Neutron (1969)
- Asimov’s Guide to Shakespeare (1970, 2 Bde.)
  - Deutsch: Shakespeares Welt : Was man wissen muß, um Shakespeare zu verstehen. Mit einem Vorwort von Tobias Döring. Übersetzt von Nora Pröfrock und Anemone Bauer. Alexander-Verlag, Berlin 2014, ISBN 978-3-89581-330-6.
- Light (1970)
- The Sensuous Dirty Old Man (1971; als Dr. ’A’)
- Building Blocks of the Universe (1972)
- Today and Tomorrow and … (1973; auch: Today and Tomorrow, 1976)
- Jupiter, the Largest Planet (1973; auch: Jupiter, 1975)
- Asimov on Astronomy (1974)
- The Birth of the United States 1763–1816 (1974)
- Earth: Our Crowded Spaceship (1974)
- Our World in Space (1974; mit Robert McCall)
  - Deutsch: Unsere Welt im All. Vorwort von Edwin E. Aldrin. Übersetzt von Alexandra Baumrucker. Bucher, Luzern, Frankfurt am Main 1974, ISBN 3-7658-0190-9.
- Science Past – Science Future (1975)
- The Neutrino: Ghost Particle of the Atom (1975)
- Alpha Centauri, the Nearest Star (1976)
- Asimov on Physics (1976)
- Towards Tomorrow (1977)
- The Collapsing Universe (1977)
  - Deutsch: Die schwarzen Löcher. Mit einem Vorwort von Hermann-Michael Hahn. Übersetzt von Hermann-Michael Hahn. Kiepenheuer und Witsch, Köln 1979, ISBN 3-462-01343-2.
- Asimov on Numbers (1977)
- Mars, The Red Planet (1977)
- How Did We Find Out About Black Holes (1978)
- Extraterrestrial Civilizations (1979)
  - Deutsch: Ausserirdische Zivilisationen. Übersetzt von Hermann-Michael Hahn. Kiepenheuer & Witsch, 1981, ISBN 3-462-01476-5.
- Life and Time (1979)
- A Choice of Catastrophes (1979)
  - Deutsch: Die Apokalypsen der Menschheit : Katastrophen, die unsere Welt bedrohen. Übersetzt von Hermann-Michael Hahn. Kiepenheuer und Witsch, Köln 1982, ISBN 3-462-01516-8.
- Isaac Asimov’s Book of Facts (1979)
  - Deutsch: Isaac Asimovs Buch der Tatsachen. Übersetzt von Volkhard Matyssek. Bastei Lübbe, 1981, ISBN 3-404-60049-5.
- Visions of the Universe (1981; mit Toshiji Iwasaki)
- Asimov on Science Fiction (1981)
  - Deutsch: Isaac Asimov über Science Fiction. Übersetzt von Michael Görden. Bastei Lübbe Science Fiction Special #24048, 1984, ISBN 3-404-24048-0.
- Change! : Seventy-One Glimpses of the Future (1981)
  - Deutsch: Veränderung!: 71 Aspekte der Zukunft. Übersetzt von Wolfgang Crass. Heyne, 1983, ISBN 3-453-01809-5.
- In the Beginning (1981)
  - Deutsch: Genesis : Schöpfungsbericht und Urzeit im Widerstreit von Wissenschaft und Offenbarung. Übersetzt von Martin Schulte. Goldmann, 1983, ISBN 3-442-11346-6.
- How Did We Find Out About Outer Space? (Reihe First Fact Book, 1981)
- Exploring the Earth and the Cosmos : The Growth and Future of Human Knowledge (1982)
  - Deutsch: Die Erforschung der Erde und des Himmels. Entwicklung und Zukunft des menschlichen Wissens. Übersetzt von Hermann-Michael Hahn. Kiepenheuer & Witsch, 1984, ISBN 3-462-01649-0.
- The Measure of the Universe (1983)
- The Roving Mind (1983)
- Asimov’s Guide to Halley’s Comet (1985)
  - Deutsch: Die Wiederkehr des Halleyschen Kometen. Die rätselhafte Geschichte der Kometen. Übersetzt von Hermann-Michael Hahn. Kiepenheuer & Witsch, 1985, ISBN 3-462-01711-X.
- The Exploding Suns : The Secrets of the Supernovas (1985)
- Robots : Machines in Man’s Image (1985; mit Karen A. Frenkel)
  - Deutsch: Roboter – Maschinen wie Menschen. Übersetzt von W. M. Riegel. Lübbe (Bastei-Lübbe Paperback #28156), Bergisch Gladbach 1987, ISBN 3-404-28156-X.
- Futuredays: A Nineteenth Century Vision of the Year 2000 (1986; mit Jean Marc Cote)
- How to Enjoy Writing: A Book of Aid and Comfort (1987; mit Janet Asimov)
- Beginnings : The Story of Origins (1987)
  - Deutsch: Wie alles anfing : Auf den Spuren der Evolution – Die Entstehung des Menschen, der Erde und des Universums. Übersetzt von Bernhard Kleinschmidt. Heyne-Sachbuch #79, München 1990, ISBN 3-453-03747-2.
- Asimov’s Galaxy: Reflections on Science Fiction (1989)
- Science Fiction, Science Fact (1989)
- Asimov’s Chronology of Science & Discovery (1990)
  - Deutsch: Das Wissen unserer Welt : Erfindungen und Entdeckungen vom Ursprung bis zur Neuzeit. Übersetzt von Markus Schmid. Bertelsmann, 1991, ISBN 3-570-05256-7.
- Isaac Asimov’s Guide to Earth and Space (1991)
- Our Angry Earth (1991; mit Frederik Pohl)
- Asimov’s Chronology of the World (1991)
- Atom (1991)
  - Deutsch: Vom Kosmos zum Chaos. Eine Reise durch die Welt der Elementarteilchen. Übersetzt von Johannes Schwab. Droemer Knaur, 1993, ISBN 3-426-77039-3.
- The March of the Millennia (1991, mit Frank White)
  - Deutsch: Der lange Marsch durch die Zeit: Ein Schlüssel zum Verständnis unserer Geschichte. Übersetzt von Gabriele Zelisko. Heyne, 1995, ISBN 3-453-08159-5.
- Asimov Laughs Again (1992)

## Autobiografie
The Autobiography of Isaac Asimov
- 1 In Memory Yet Green: The Autobiography of Isaac Asimov, 1920-1954. New York 1979
- 2 In Joy Still Felt: The Autobiography of Isaac Asimov, 1954-1978. New York 1980

- I. Asimov : A Memoir (1994)
- Yours, Isaac Asimov (1995; mit Stanley Asimov)
- It’s Been a Good Life (2002; mit Janet Asimov)